# Jack l'Éventreur
Pour les articles homonymes, voir Jack l'Éventreur (homonymie).
Vous lisez un « bon article » labellisé en 2016.
Jack l'Éventreur (en anglais : Jack the Ripper) est le surnom donné à un tueur en série ayant sévi dans le district londonien de Whitechapel en 1888. L'affaire à laquelle le personnage est lié, depuis l'époque de son déroulement jusqu'à aujourd'hui, donna lieu à maintes hypothèses et inspira bon nombre d'œuvres en tous genres, lui conférant un statut de mythe moderne.
Le nom du tueur, dont l'identité est toujours inconnue, apparut pour la première fois dans la lettre « Dear Boss », reçue en septembre 1888 par une agence de presse. Elle fut largement mentionnée dans les journaux de l'époque parce que son auteur s'y accusait des meurtres et signait « Jack the Ripper ». La police et les journaux reçurent de nombreuses lettres liées à l'affaire. La couverture médiatique de l'affaire finit par être internationale, lui assurant une notoriété durable.
En septembre et octobre 1888, des rumeurs plus persistantes laissèrent croire que plusieurs assassinats dans Whitechapel étaient reliés ; cependant, seuls cinq sont imputables à Jack l'Éventreur : ceux de Mary Ann Nichols, Annie Chapman, Elizabeth Stride, Catherine Eddowes et Mary Jane Kelly. Parce que ces meurtres présentent plusieurs similitudes, ils sont qualifiés de « canoniques ». Le tueur aurait surtout agressé des prostituées vivant dans les bas-fonds de Londres. Elles eurent la gorge tranchée avant de subir des mutilations abdominales. L'extirpation d'organes internes d'au moins trois victimes conduisit à l'hypothèse que le meurtrier maîtrisait des notions d'anatomie ou de chirurgie. Celle-ci sembla confirmée lorsqu'un membre du Whitechapel Vigilance Committee (« Comité de vigilance de Whitechapel ») reçut, en octobre 1888, la lettre « From Hell » accompagnée de la moitié d'un rein ayant peut-être appartenu à l'une des victimes.
Les légendes entourant l'affaire s'inspirent d'études historiques approfondies, du folklore et de la pseudohistoire. Le terme ripperology — qui pourrait se traduire par « éventrologie » — fut créé pour désigner l'ensemble des études concernant Jack l'Éventreur et ses victimes.

## Contexte
Vers le milieu du XIXe siècle, la Grande-Bretagne vit un important flux migratoire d'Irlandais qui gonfla les populations des grandes villes, notamment dans l'East End de Londres. À partir de 1882, les Juifs de l'Europe de l'Ouest et de la Russie tsariste fuirent les pogroms dont ils faisaient l'objet et se réfugièrent dans les mêmes régions britanniques,. Le district de Whitechapel dans l'East End devint de plus en plus surpeuplé. Les logements et les conditions de travail se détériorèrent ; les vols, la violence et l'alcoolisme devinrent communs. Au sein de cette classe économique défavorisée, de nombreuses femmes se prostituaient pour assurer leur survie. En octobre 1888, le Metropolitan Police Service (MPS) évalua que Whitechapel comptait 62 lupanars et que plus de 1 200 femmes pratiquaient la prostitution,,,.

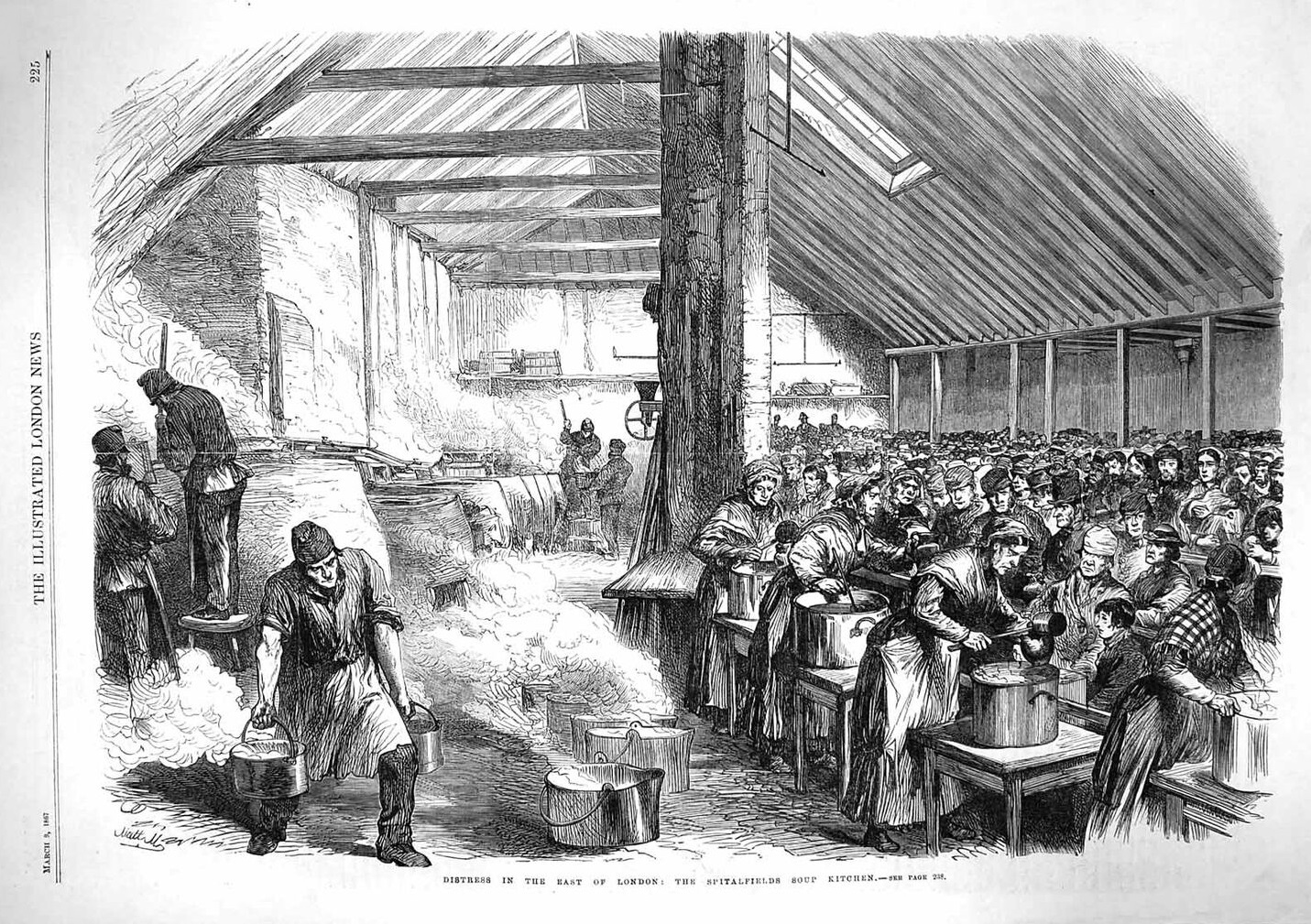
Soupe populaire juive de Spitalfields (The Illustrated London News, 9 mars 1867).
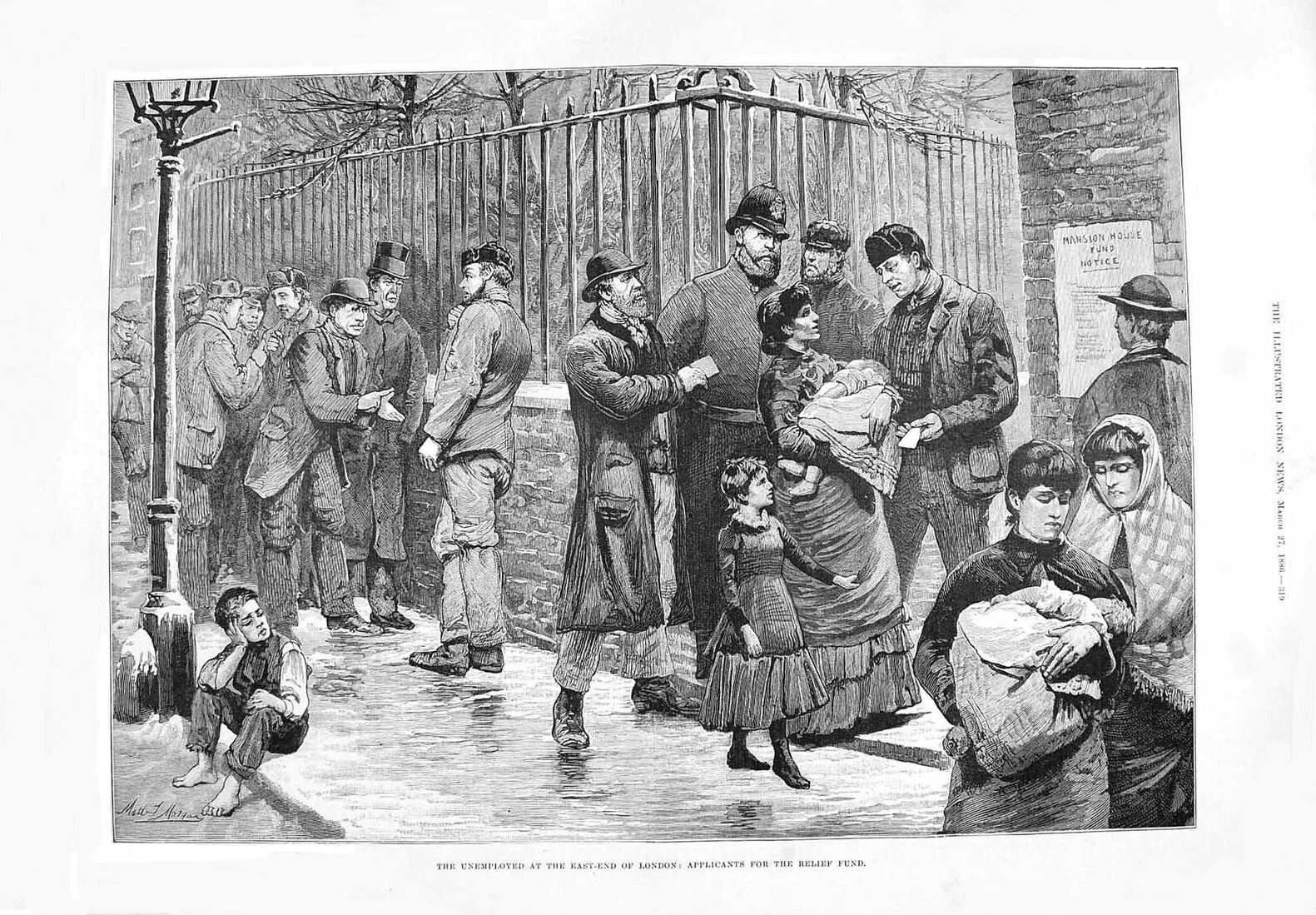
Des chômeurs de l'East End demandant de l'aide humanitaire (The Illustrated London News, 27 mars 1886).
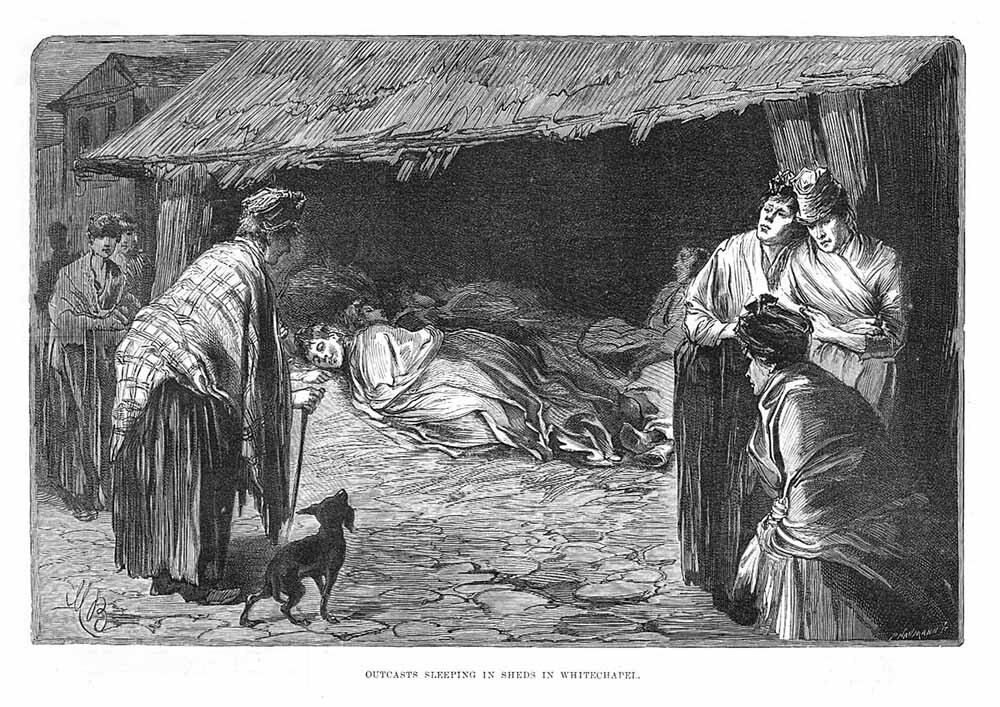
« Des parias dormant dans des hangars à Whitechapel » (The Illustrated London News, 13 octobre 1888).
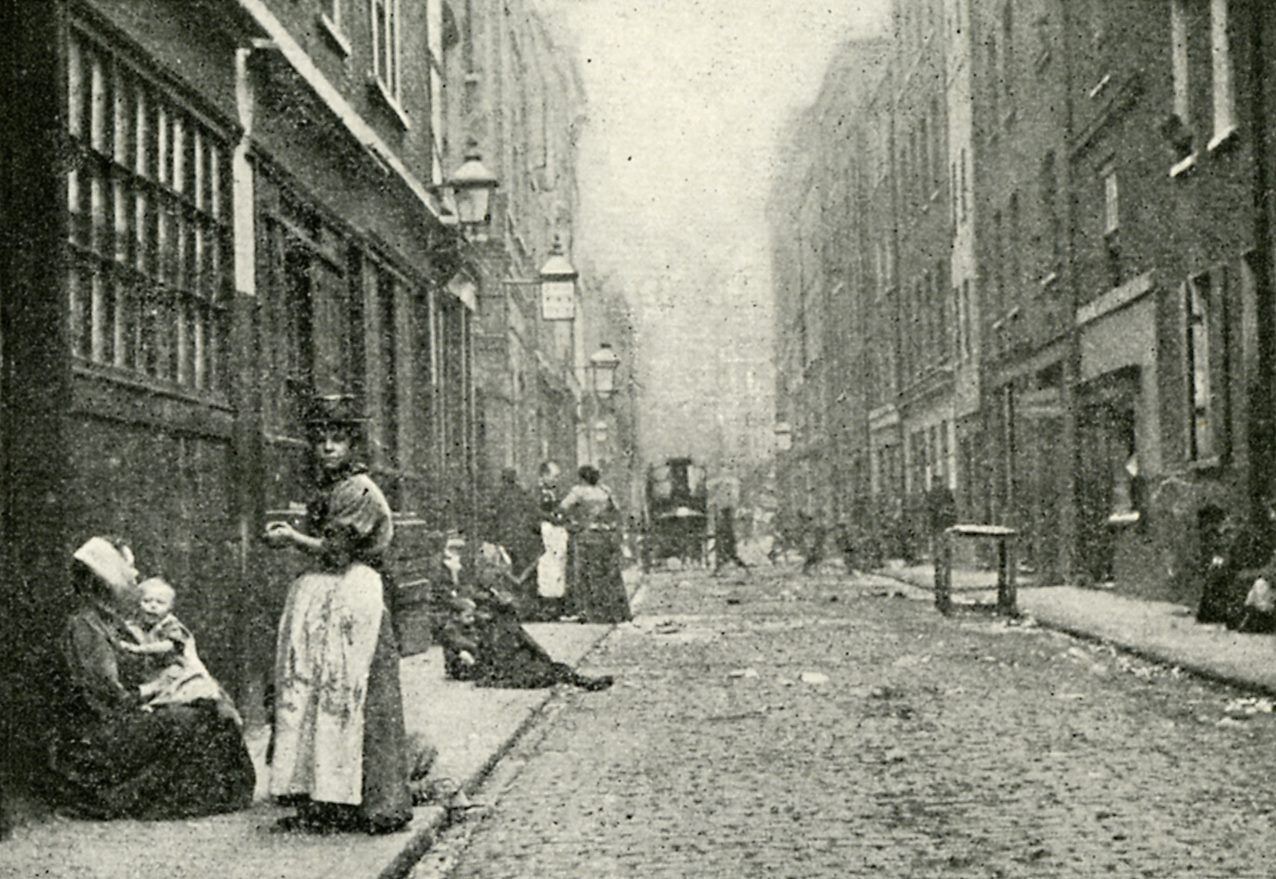
Dorset Street (Spitalfields), à proximité du lieu d'un des meurtres. Photographie prise en 1902 et publiée dans Le Peuple de l'abîme de Jack London.

Les difficultés économiques provoquaient des troubles sociaux de plus en plus fréquents. Entre 1886 et 1889, la police intervint lors de plusieurs émeutes, telle celle du 13 novembre 1887, ce qui contribua à entretenir l'agitation populaire,,. L'antisémitisme, les crimes, le nativisme, le racisme et d'autres phénomènes sociaux soutinrent dans l'opinion publique que Whitechapel était un foyer d'immoralité. En 1888, cette opinion fut confirmée lorsqu'une série de meurtres brutaux et horribles imputés à Jack l'Éventreur reçut une couverture médiatique sans précédent.

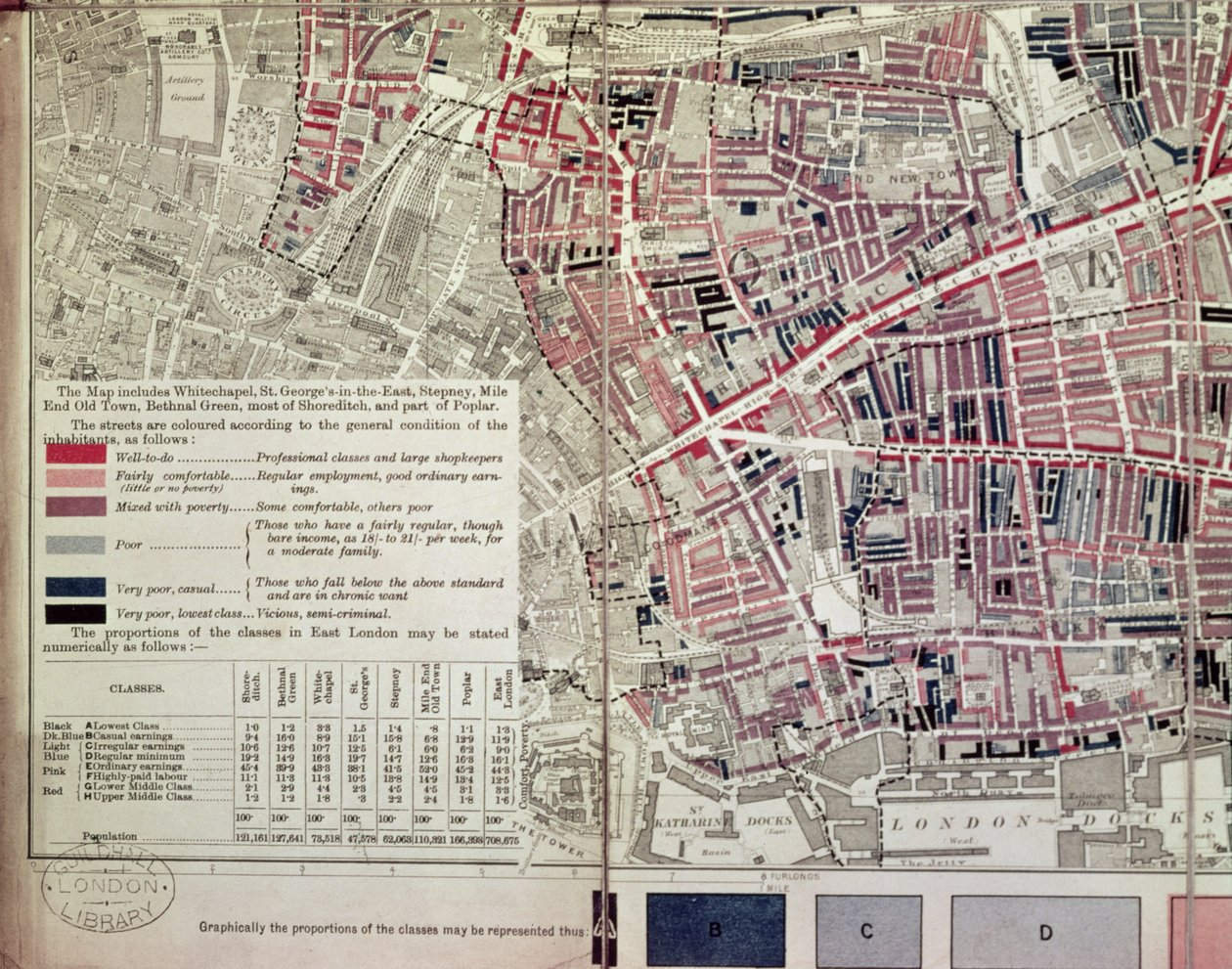
Plan de Whitechapel. Détail d'une carte décrivant la pauvreté dans l'East End, 1887.
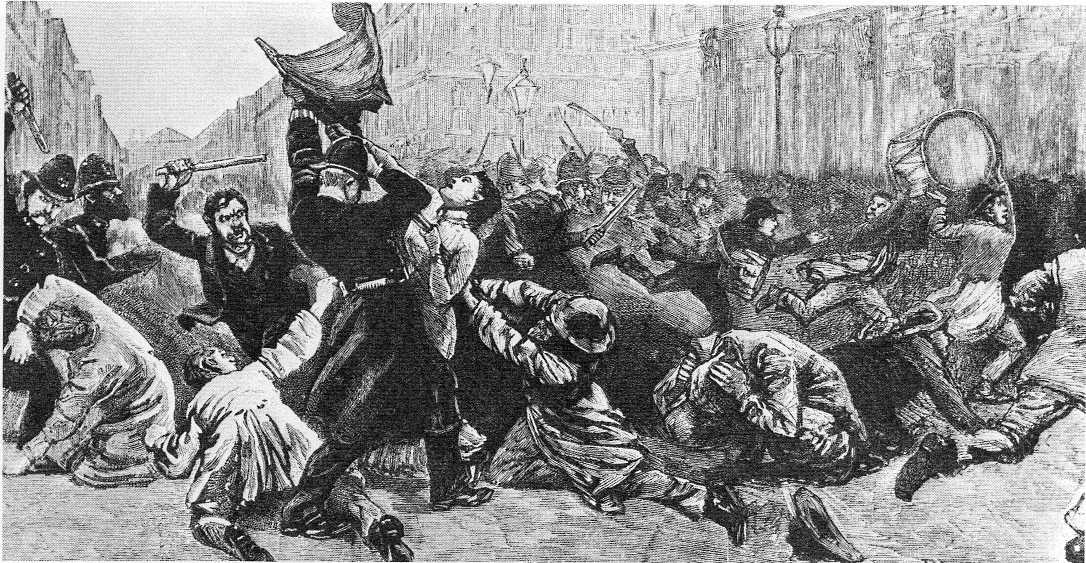
Le 13 novembre 1887, lors du Bloody Sunday, des manifestants agressent un policier, qui tente lui-même d'arracher une pancarte des mains d'une femme (The Illustrated London News).
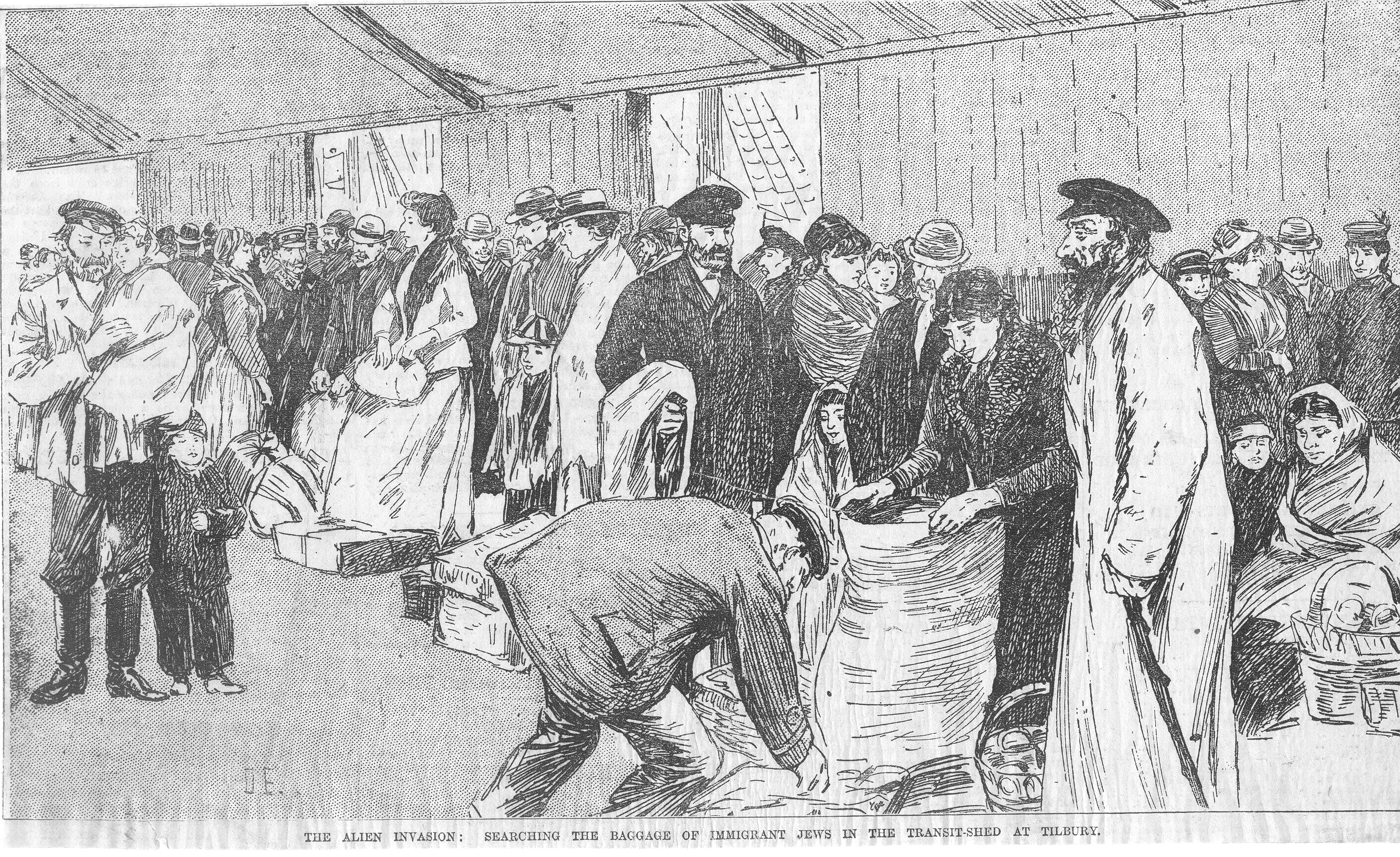
« L'invasion étrangère » : légende xénophobe d'une illustration d'immigrés juifs débarquant à Tilbury vers 1891.

## Meurtres

Plan montrant les lieux des sept premiers meurtres de Whitechapel :
1. Osborn Street (centre droite),
2. George Yard Building (centre gauche),
3. Hanbury Street (en haut),
4. Buck's Row (en haut à droite),
5. Berner Street (en bas à droite),
6. Mitre Square (en bas à gauche),
7. Miller's Court (en haut à gauche).

Le nombre élevé d'agressions contre des femmes dans l'East End à cette période ne permet pas d'établir avec certitude combien de personnes furent assassinées par un seul tueur. Onze meurtres, commis du 3 avril 1888 au 13 février 1891, firent l'objet d'une enquête du MPS qui les regroupa dans un dossier appelé « Whitechapel murders » (« Meurtres de Whitechapel »),,. Parmi ces meurtres, les « cinq canoniques » seraient le fait d'un tueur unique. Selon plusieurs spécialistes, le modus operandi de Jack l'Éventreur se distingue par de profondes balafres à la gorge, des mutilations à l'abdomen et aux parties génitales, le prélèvement d'organes internes et des mutilations faciales.
Les deux premiers meurtres de Whitechapel, ceux d'Emma Elizabeth Smith et Martha Tabram, ne font pas partie des cinq canoniques. Smith fut kidnappée avant d'être sexuellement agressée sur Osborn Street dans Whitechapel le 3 avril 1888. Un objet contondant fut introduit dans son vagin et rompit le péritoine. Elle mourut le lendemain au London Hospital à la suite d'une péritonite,,. Avant d'être admise à l'hôpital, elle rapporta qu'elle avait été agressée par deux ou trois hommes,. La presse relia cette agression à d'autres meurtres ultérieurs, mais plusieurs auteurs modernes jugent que cette attaque fut la conséquence d'une rivalité entre bandes criminelles,,,,.
Martha Tabram fut assassinée le 7 août 1888 de 39 coups de couteau ; son corps fut découvert près des George Yard Buildings dans Whitechapel. La brutalité du meurtre, l'absence de motif, la proximité du lieu du meurtre de Smith et la date rapprochée des autres meurtres attribués à Jack l'Éventreur incitèrent la police à les relier. Cependant, comme Tabram fut poignardée plutôt que tailladée à la gorge et à l'abdomen, plusieurs spécialistes modernes l'excluent de la liste des victimes de Jack l'Éventreur,.

### Les cinq victimes canoniques
Les cinq victimes canoniques de Jack l'Éventreur sont Mary Ann Nichols, Annie Chapman, Elizabeth Stride, Catherine Eddowes et Mary Jane Kelly. Le corps de Nichols fut découvert le vendredi 31 août 1888 vers 3 h 40 sur Buck's Row. Sa gorge avait été tranchée de deux coups de couteau et la partie basse de l'abdomen présentait une profonde blessure de forme irrégulière. En outre, le même couteau avait servi à faire plusieurs incisions sur l'abdomen,.

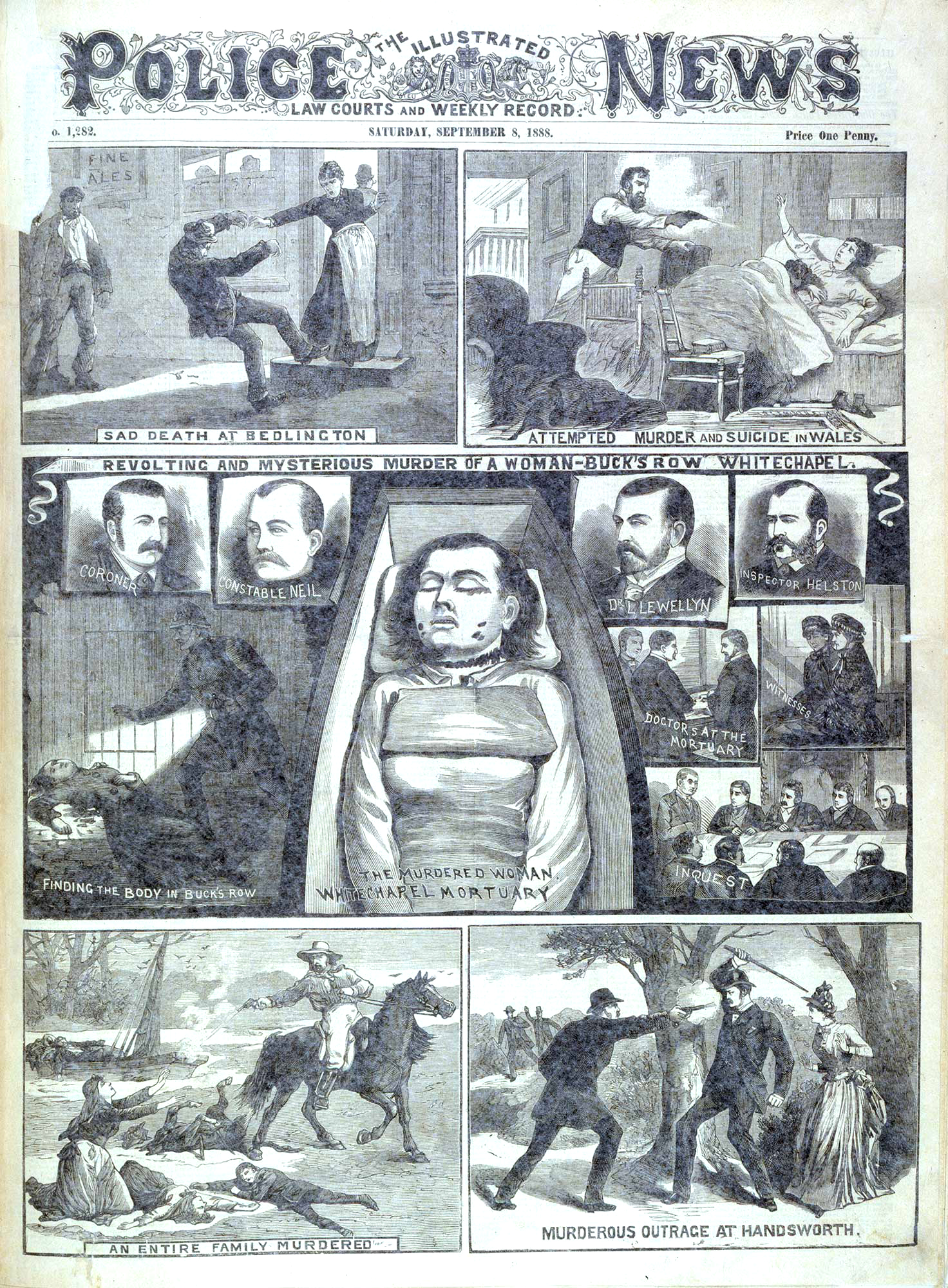
Mary Ann Nichols vue par The Illustrated Police News, 8 septembre 1888.
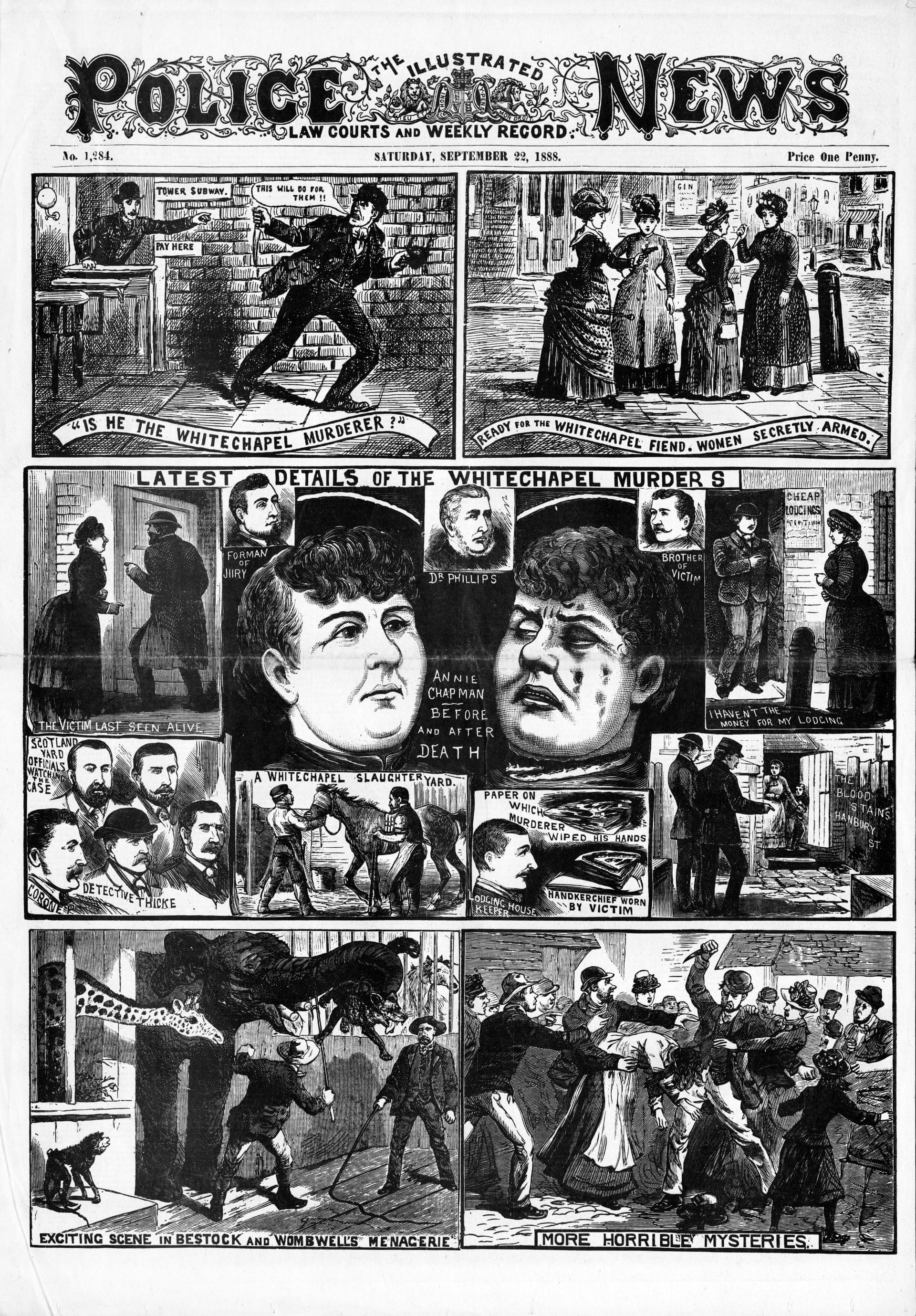
Annie Chapman vue par The Illustrated Police News, 22 septembre 1888.
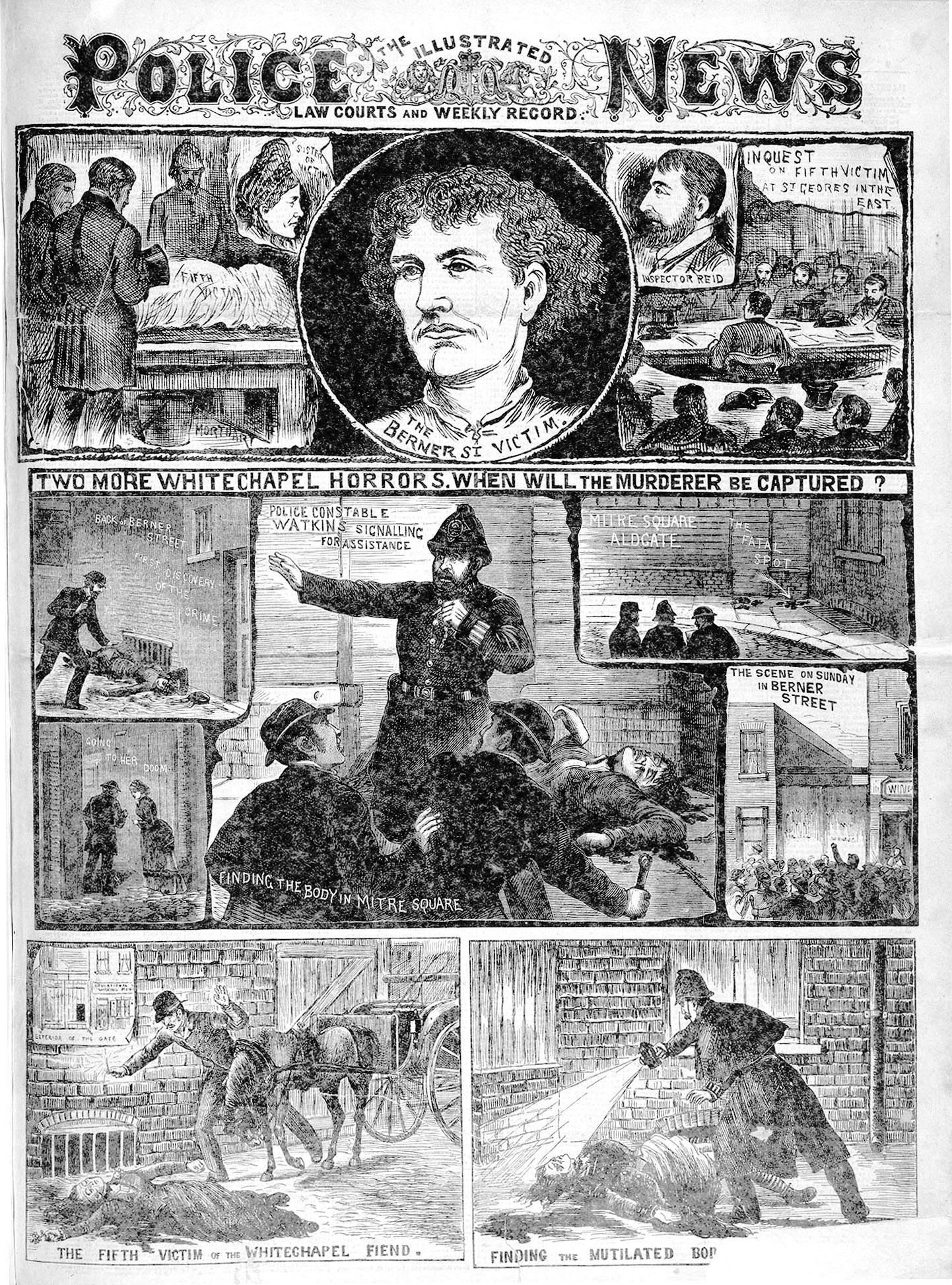
Elizabeth Stride vue par The Illustrated Police News, 6 octobre 1888.
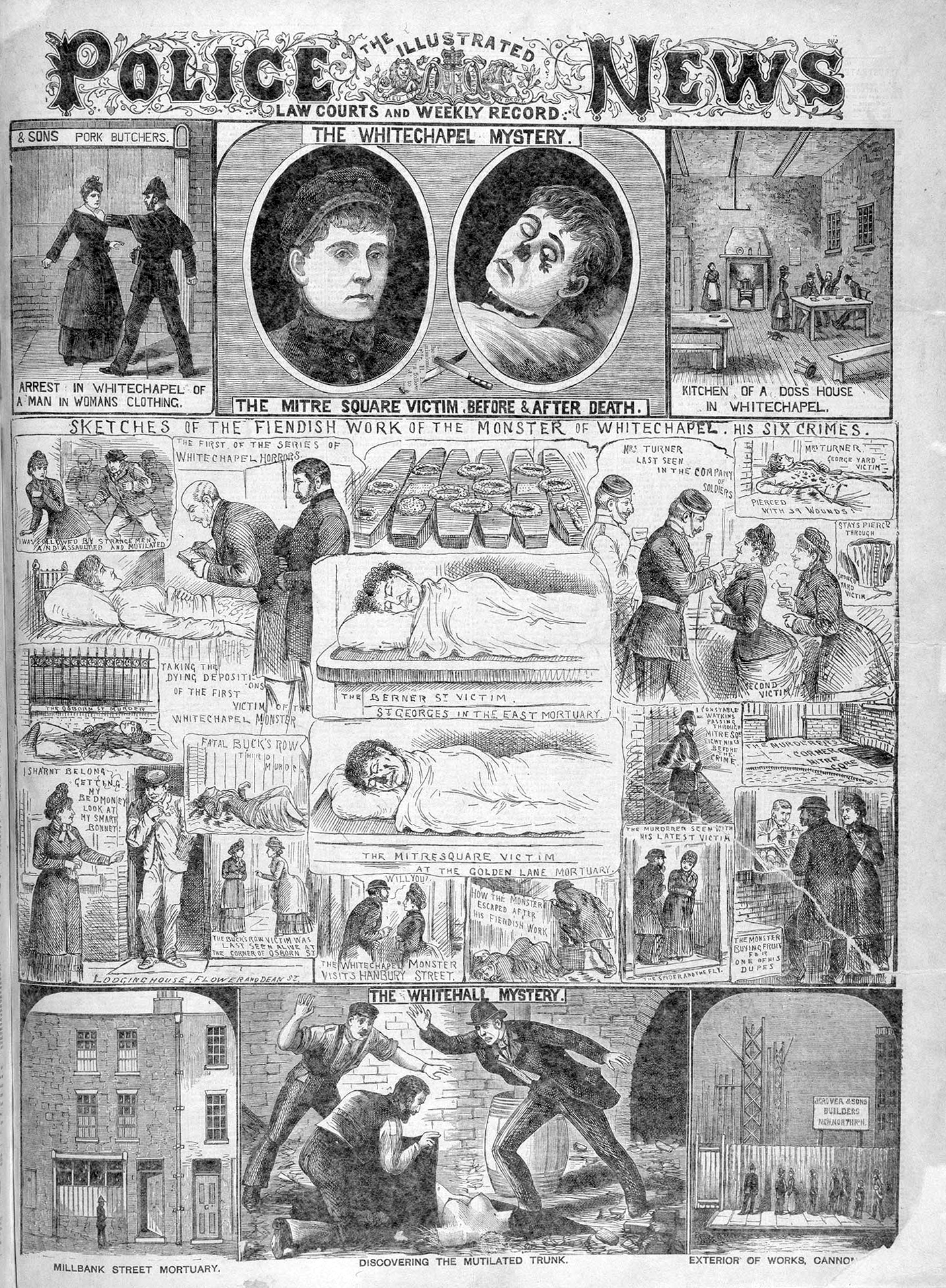
Catherine Eddowes vue par The Illustrated Police News, 13 octobre 1888.
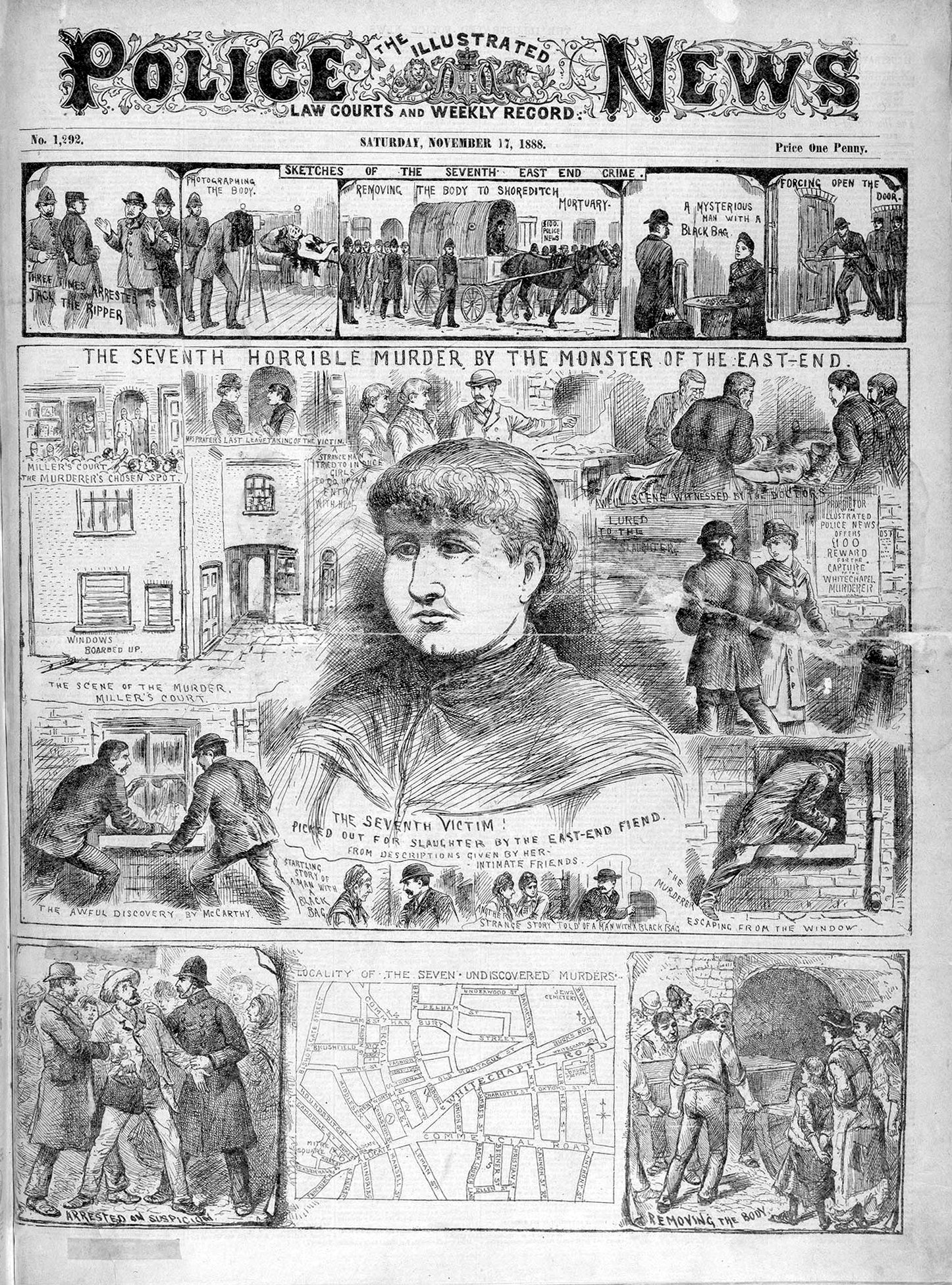
Mary Jane Kelly vue par The Illustrated Police News, 17 novembre 1888.

Le corps d'Annie Chapman fut découvert le samedi 8 septembre 1888 vers 6 h près d'une porte donnant sur l'arrière-cour du 29 Hanbury Street dans le quartier Spitalfields. L'abdomen était complètement ouvert ; plus tard, il fut établi que l'utérus avait été retiré,. Pendant l'enquête, un témoin affirma avoir vu Chapman vers 5 h 30 en compagnie d'un homme au teint foncé dont l'apparence était à la fois « distinguée et minable »,,,.

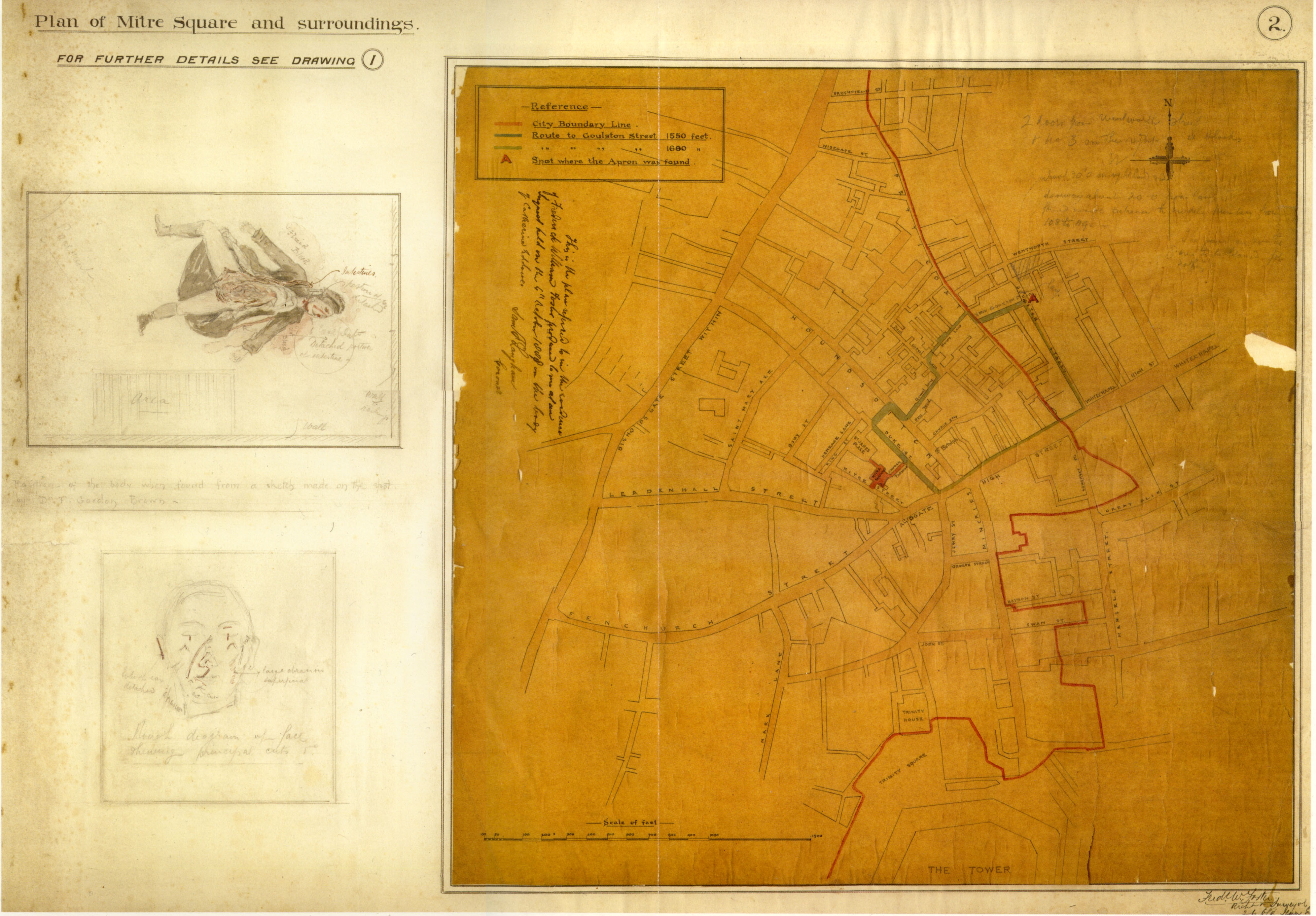
Plan de Mitre Square et dessins décrivant les mutilations de Catherine Eddowes.

Stride et Eddowes furent assassinées tôt le matin du dimanche 30 septembre 1888. Le corps de la première fut découvert vers 1 h dans une cour près de Berner Street. Sa gorge présentait une coupe franche qui avait sectionné la carotide gauche. Son abdomen ne présentait cependant aucune mutilation, peut-être parce que le tueur avait été dérangé,. Des témoins, qui affirmèrent avoir vu Stride avec un homme, firent des descriptions incohérentes : quelques-uns dirent qu'il avait bonne apparence, d'autres, pas ; certains affirmèrent qu'il semblait honnête, d'autres, peu fréquentable ; quelques-uns mentionnèrent qu'il était mal habillé, d'autres, bien habillé.

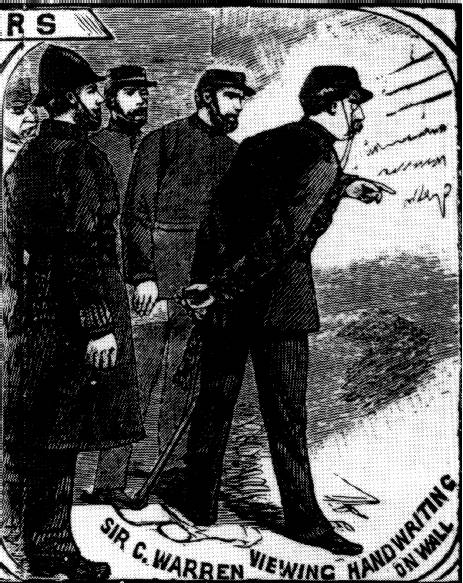
Charles Warren examine le graffiti de Goulston Street. Dessin publié dans The Illustrated Police News, 20 octobre 1888.

Le corps d'Eddowes fut découvert dans Mitre Square, une partie de la Cité de Londres, trois quarts d'heure après la découverte du corps de Stride. La gorge était en partie tranchée et l'abdomen ouvert par une longue et profonde coupure. Le rein gauche et une grande partie de l'utérus avaient été retirés. Un habitant du quartier, qui était passé dans le square avec deux amis quelques instants avant le meurtre, déclara qu'un homme chevelu pauvrement habillé se tenait avec une femme, laquelle était peut-être Eddowes. Cependant, ses amis ne purent confirmer sa déclaration,. Plus tard, un fragment du tablier ensanglanté d'Eddowes fut trouvé à l'entrée d'un bâtiment sur Goulston Street. Un écrit sur un mur à proximité, surnommé « graffiti de Goulston Street », semble faire référence à un juif ou des juifs, mais il est incertain qu'il soit de la main du meurtrier,,. Le chef de la police Charles Warren, de crainte que le graffiti ne provoquât des émeutes antisémites, ordonna qu'il fût effacé avant l'aube.

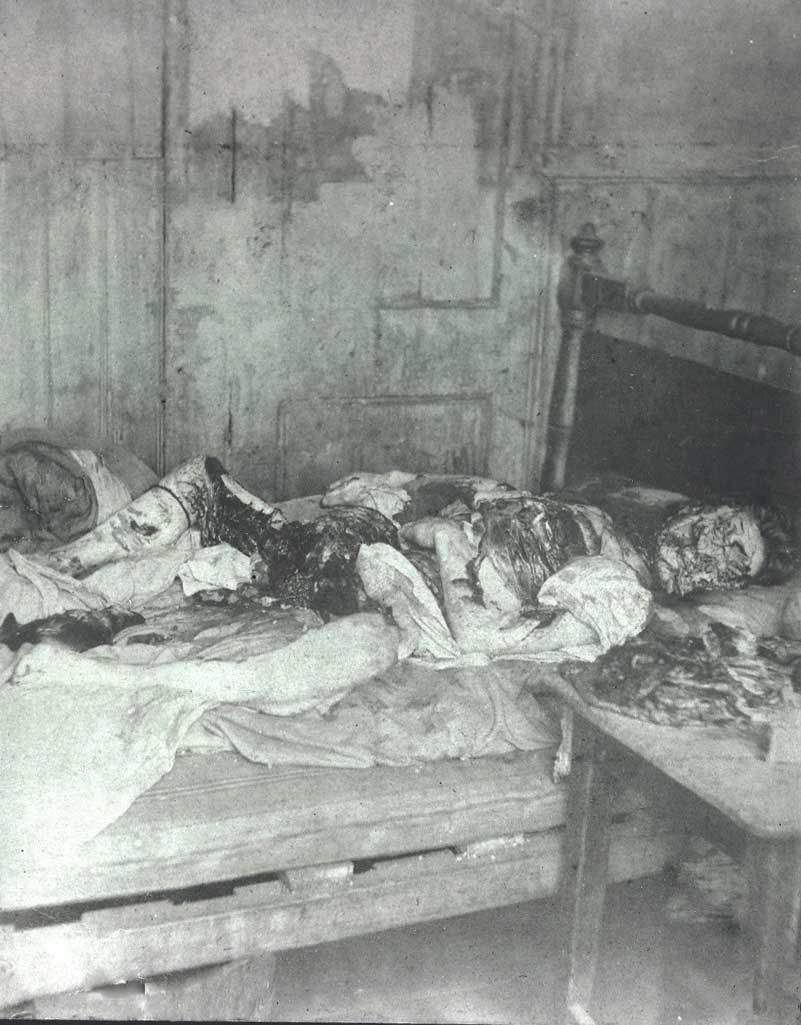
Photographie du cadavre mutilé de Mary Jane Kelly.

Le corps mutilé de Mary Jane Kelly fut découvert le vendredi 9 novembre 1888 à 10 h 45 sur le lit de la pièce où elle vivait seule au no 13 de Miller's Court dans Spitalfields. La gorge avait été tranchée jusqu'à la colonne vertébrale et l'abdomen presque entièrement éviscéré. Le cœur avait été retiré.
Ces cinq meurtres furent exécutés de nuit. La sévérité des mutilations augmenta d'une agression à l'autre, sauf dans le cas de Stride, peut-être parce que le meurtrier fut dérangé,. Aucun organe ne manquait dans le corps de Nichols ; l'utérus de Chapman fut prélevé ; l'utérus et un rein manquaient dans le corps d'Eddowes, son visage fut mutilé ; le corps de Kelly fut éviscéré, son visage sévèrement entaillé, et son cœur manquait.
L'hypothèse selon laquelle ces cinq meurtres seraient l'œuvre d'un même tueur s'appuie sur l'analyse de documents contemporains à l'affaire qui établissent ce lien, tout en excluant les autres meurtres de la même époque,. En 1894, Melville Macnaghten, chef du département d'enquêtes criminelles de Scotland Yard, écrivit ainsi dans un rapport : « l'assassin de Whitechapel tua 5 victimes — et seulement 5 victimes ». Cependant, Macnaghten rejoignit le MPS seulement un an après les meurtres et son mémorandum comprend plusieurs erreurs factuelles à propos des suspects,. Les cinq victimes canoniques furent aussi reliées entre elles par le médecin légiste de la police Thomas Bond dans une lettre envoyée au commissaire adjoint du bureau d’enquête criminelle Robert Anderson le 10 novembre 1888.
Des chercheurs avancent que certains meurtres sont indubitablement de la main d'un seul tueur, et plusieurs autres meurtres sont le fait de différents tueurs qui agirent sans concertation. Stewart P. Evans et Donald Rumbelow affirment que les cinq meurtres canoniques font partie d'un mythe et que seules trois victimes, Nichols, Chapman et Eddowes, sont reliées sans aucun doute ; ce n'est pas le cas de Stride et Kelly, et encore moins de Tabram. D'autres auteurs avancent que les meurtres survenus entre ceux de Tabram et Kelly sont de la main d'un seul tueur. Percy Clark, adjoint du médecin légiste George Bagster Phillips, relia seulement trois meurtres et avança que les autres furent accomplis par « des faibles d'esprit... invités à imiter le crime ».

### Meurtres subséquents dans Whitechapel

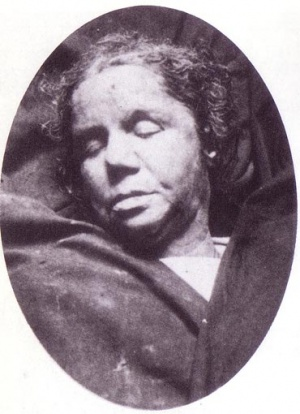
Photographie du cadavre d'Alice McKenzie.

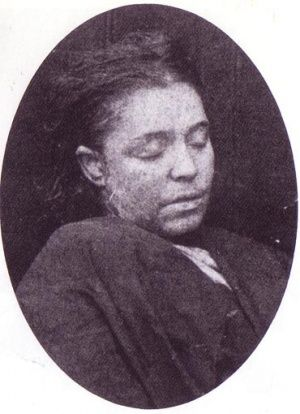
Photographie du cadavre de Frances Coles.

Kelly serait la dernière victime de Jack l'Éventreur, qui aurait cessé de tuer à la suite de sa mort, de son emprisonnement, de son internement psychiatrique pour troubles mentaux ou de son émigration. Cependant, le district de Whitechapel vit quatre autres meurtres après les cinq canoniques : Rose Mylett, Alice McKenzie, le « torse de Pinchin Street » et Frances Coles.
Mylett fut étranglée et son corps découvert près de High Street dans le quartier Poplar le 20 décembre 1888. N'ayant observé aucun indice de lutte, la police conclut qu'elle s'était soit involontairement étouffée alors qu'elle était ivre, soit suicidée. Cependant, un jury d'enquête émit un verdict de meurtre.
McKenzie décéda le 17 juillet 1889 à la suite de la section de son artère carotide externe gauche. Son corps, trouvé sur Castle Alley dans Whitechapel, présentait plusieurs blessures légères et des coupures. L'un des médecins légistes, Thomas Bond, affirma que le tueur était Jack l'Éventreur, mais un autre médecin légiste, George Bagster Phillips, qui avait examiné le corps de trois victimes antérieures, s'opposa aux conclusions de son confrère,. Des auteurs ultérieurs prirent parti pour l'un ou l'autre. Ceux en faveur de Bagster Phillips émirent l'hypothèse qu'un tueur avait tenté d'imiter le modus operandi de Jack l'Éventreur pour égarer la police.
Le « torse de Pinchin Street » est le surnom donné à une partie de corps dont la tête et les jambes manquaient. Cette partie, d'une femme inconnue, fut découverte sous un viaduc ferroviaire de Pinchin Street le 10 septembre 1889. Selon toutes apparences, le meurtre était survenu ailleurs et les membres du corps avaient été dispersés,.
Coles fut assassinée le 13 février 1891 sous un viaduc ferroviaire de Swallow Gardens. Sa gorge fut tranchée, mais son corps ne fut pas mutilé. James Thomas Sadler, aperçu plus tôt avec elle, fut arrêté et accusé du meurtre et même soupçonné pendant quelque temps d'être Jack l'Éventreur. Faute de preuves suffisantes, la cour rejeta cependant l'accusation le 3 mars 1891.

### Autres victimes présumées
En plus des onze meurtres de Whitechapel, d'autres agressions ont été attribuées à Jack l'Éventreur par certains observateurs.
En ce qui concerne « Fairy Fay », on ne sait s'il s'agit d'une légende ou d'un meurtre authentique. « Fairy Fay » est le surnom d'une victime prétendument découverte le 26 décembre 1887, morte après qu'un pieu fut planté dans son abdomen, mais aucun meurtre dans Whitechapel, ou à proximité, ne fut rapporté le jour même de Noël 1887. « Fairy Fay » pourrait être une invention de la part de journalistes qui auraient confondu des détails sur le meurtre d'Emma Elizabeth Smith avec ceux d'une agression survenue le jour de Noël de l'année précédente. Plusieurs auteurs jugent que « Fairy Fay » n'a jamais existé,.
Le 25 février 1888, Annie Millwood fut admise dans une infirmerie de Whitechapel ; elle présentait des coups de couteau aux jambes et à l'abdomen. Elle obtint son congé après avoir été soignée, puis décéda le 31 mars 1888 de causes naturelles. Des rumeurs affirment qu'elle serait la première victime de Jack l'Éventreur, mais les indices ne permettent pas de confirmer ou d'infirmer cette hypothèse. Autre prétendue victime,, Ada Wilson aurait survécu à deux coups de couteau au cou le 28 mars 1888. Autre cas, Annie Farmer demeurait dans la même maison de chambres que Martha Tabram et déclara une agression le 21 novembre 1888 : elle avait une coupure superficielle au cou, qu'elle aurait pu s'infliger elle-même,,.

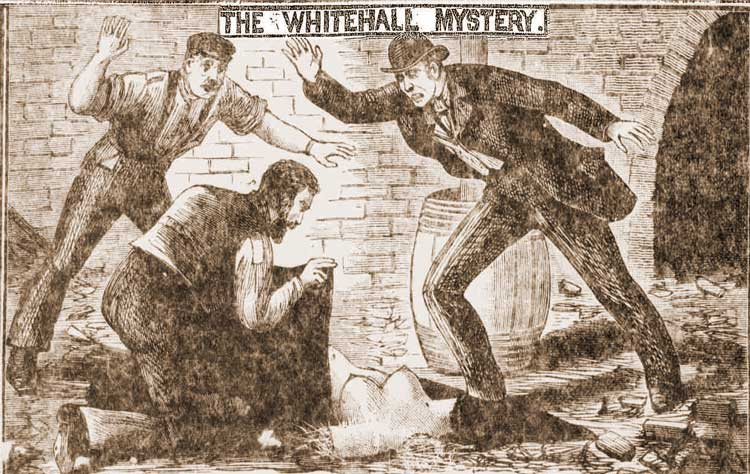
Représentation du mystère de Whitehall dans une gravure publiée dans The Illustrated Police News le 13 octobre 1888.

Le torse nu d'une femme fut découvert le 2 octobre 1888 dans la cave des Norman Shaw Buildings sur la rue Whitehall, bâtiments récemment construits pour les bureaux du Metropolitan Police Service. Un peu plus tôt, le bras de la femme avait été repêché de la Tamise près du quartier de Pimlico ; l'une des jambes fut déterrée près de l'endroit où le torse avait été découvert. Les autres parties du corps, dont la tête, ne furent jamais retrouvées et la femme, jamais identifiée. Les mutilations ressemblant à celles de la victime de Pinchin Street, les deux meurtres pourraient être de la main du même meurtrier, qui fut surnommé le « tueur aux torses » (« Torso killer »). Il pourrait s'agir de Jack l'Éventreur, puisque les deux agirent dans le même secteur, mais encore une fois, il n'y a pas suffisamment d'indices pour conclure dans un sens ou l'autre. Puisque les modus operandi du tueur aux torses et de Jack l'Éventreur diffèrent, la police rejeta tout lien à l'époque. Elizabeth Jackson, une prostituée dont les parties du corps furent repêchées de la Tamise entre les 2 et 25 juin 1889, pourrait être une autre victime du tueur aux torses.
John Gill, un garçon de sept ans, fut assassiné à Manningham dans le Yorkshire de l'Ouest en Angleterre le 29 décembre 1888. Ses jambes étaient tranchées, son abdomen ouvert, ses intestins exposés et son cœur et une oreille retirés. La presse avança que ce meurtre ressemblait à celui de Mary Jane Kelly et donc que c'était l'œuvre de Jack l'Éventreur. L'employeur du garçon, le laitier William Barrett, fut arrêté deux fois sur la base de preuves circonstancielles, puis relâché (personne d'autre ne fut accusé du meurtre).
Carrie Brown, surnommée « Shakespeare » parce qu'elle aurait eu l'habitude de citer des sonnets de Shakespeare, fut étranglée à l'aide d'un tissu puis mutilée avec un couteau le 24 avril 1891 à New York. Lorsque son corps fut découvert, il montrait une large entaille à l'aine et des coupures superficielles sur les jambes et dans le dos. Tous les organes se trouvaient sur la scène du crime ; un morceau d'ovaire se trouvait sur le lit, peut-être à la suite d'un acte prémédité. À l'époque, l'affaire fut reliée aux meurtres de Whitechapel, mais le MPS rejeta cette hypothèse.

## Enquêtes

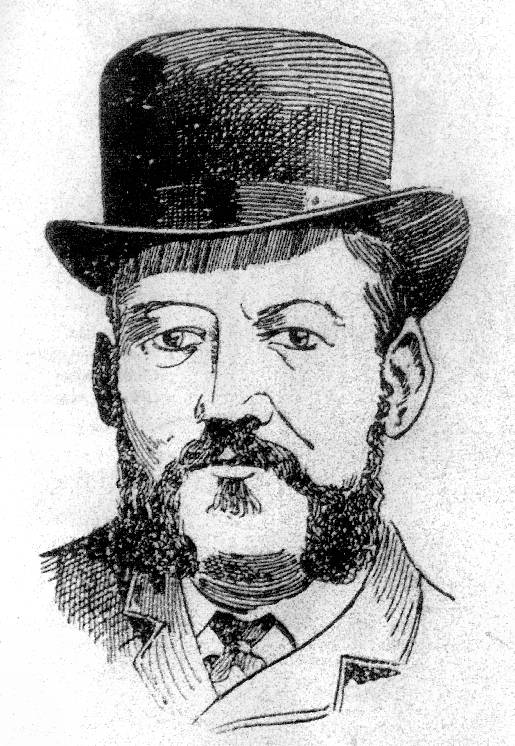
Portrait de l'inspecteur en chef Frederick Abberline, publié en janvier 1888.

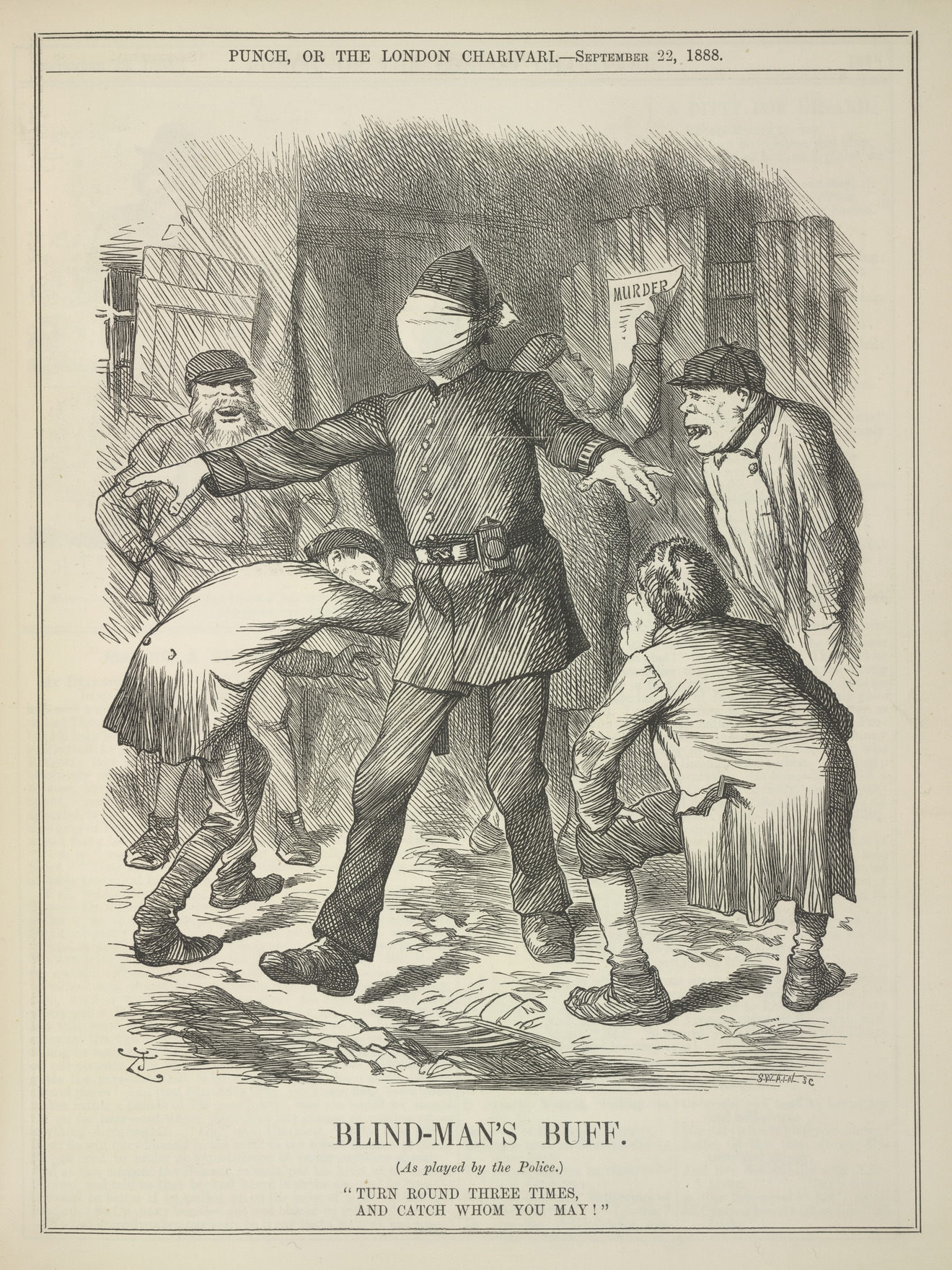
Blind man's buff (« Colin-maillard »), une caricature de John Tenniel parue dans l'édition du 12 septembre 1888 du magazine Punch. Elle critiquait l'incompétence présumée de la police. Des radicaux affirmèrent que l'institution était inepte et mal gérée à cause de son incapacité à capturer l'un des tueurs.

Les dossiers sur les meurtres de Whitechapel encore disponibles au début du XXIe siècle donnent un riche aperçu des méthodes d'enquête policière de l'époque victorienne. De nombreux policiers inspectèrent un grand nombre de logements dans Whitechapel. Des matériaux susceptibles d'intéresser les médecins légistes furent recueillis, puis analysés. Une liste de suspects fut dressée. Plus de 2 000 personnes furent interrogées, la police examina les faits et gestes de « plus de 300 » personnes et 80 furent emprisonnées.
Le Criminal Investigation Department (CID) de la division Whitechapel du Metropolitan Police Service, supervisé par l'inspecteur-détective Edmund Reid, fut chargé d'enquêter sur les meurtres. Après l'assassinat de Mary Ann Nichols, l'inspecteur en chef Frederick Abberline et les détectives Henry Moore et Walter Andrews furent détachés du Central Office (Scotland Yard) comme renfort. Après le meurtre de Catherine Eddowes dans la Cité de Londres, la City of London Police, sous la supervision du détective James McWilliam, s'engagea également dans les enquêtes. Cependant, la supervision de l'ensemble des enquêtes fut entravée par l'absence du nouveau responsable du CID, Robert Anderson, qui était en congé en Suisse du 7 septembre au 6 octobre, période pendant laquelle Annie Chapman, Elizabeth Stride et Catherine Eddowes furent assassinées. Le chef de la police Charles Warren nomma alors l'inspecteur en chef Donald Swanson responsable de l'ensemble des enquêtes, tâche qu'il accomplit depuis les bureaux de Scotland Yard,.

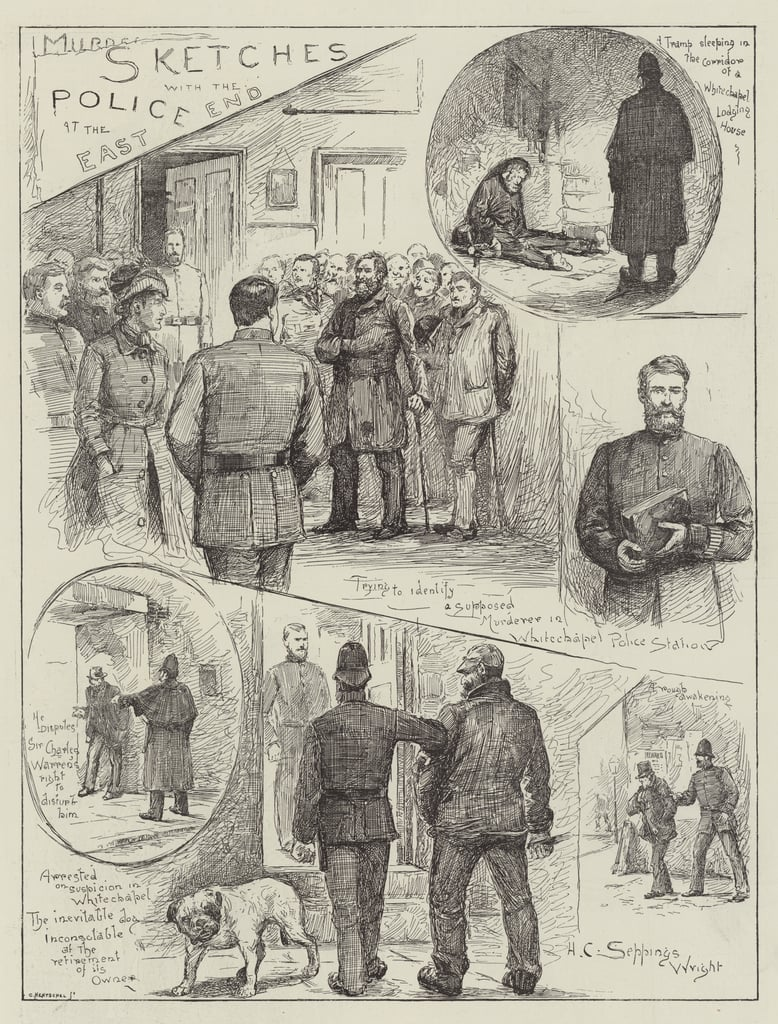
Arrestations de suspects dans l'East End (The Illustrated London News, 22 septembre 1888).
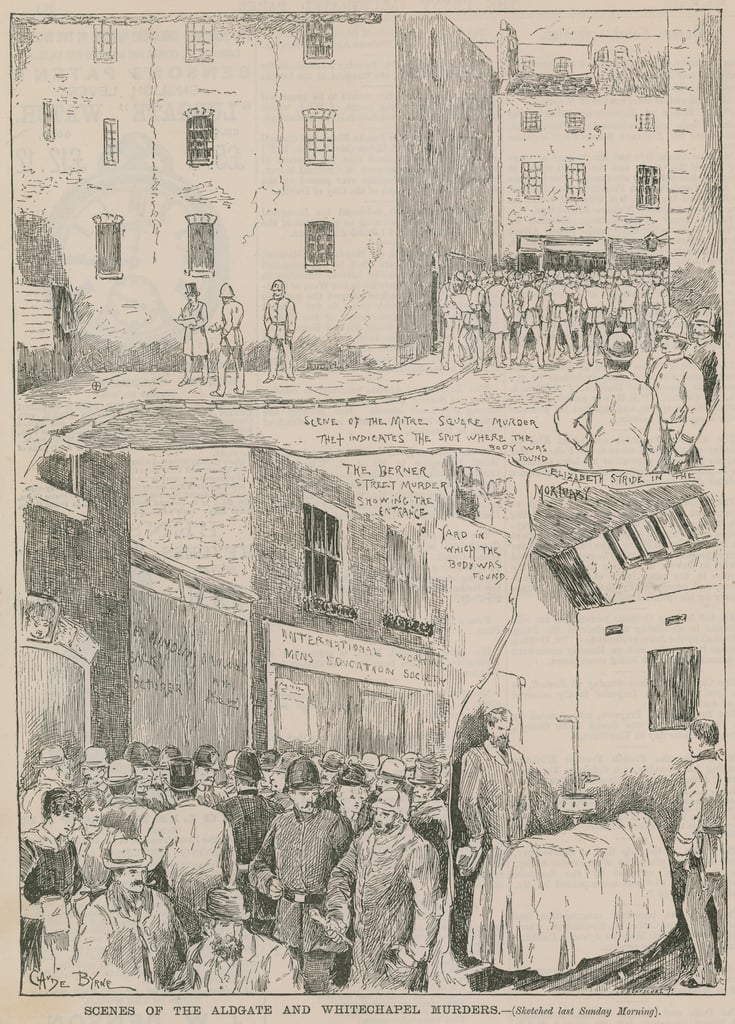
Attroupement sur la scène des meurtres de Berner Street et Mitre Square ; le cadavre d'Elizabeth Stride à la morgue (Penny Illustrated Paper, 6 octobre 1888).
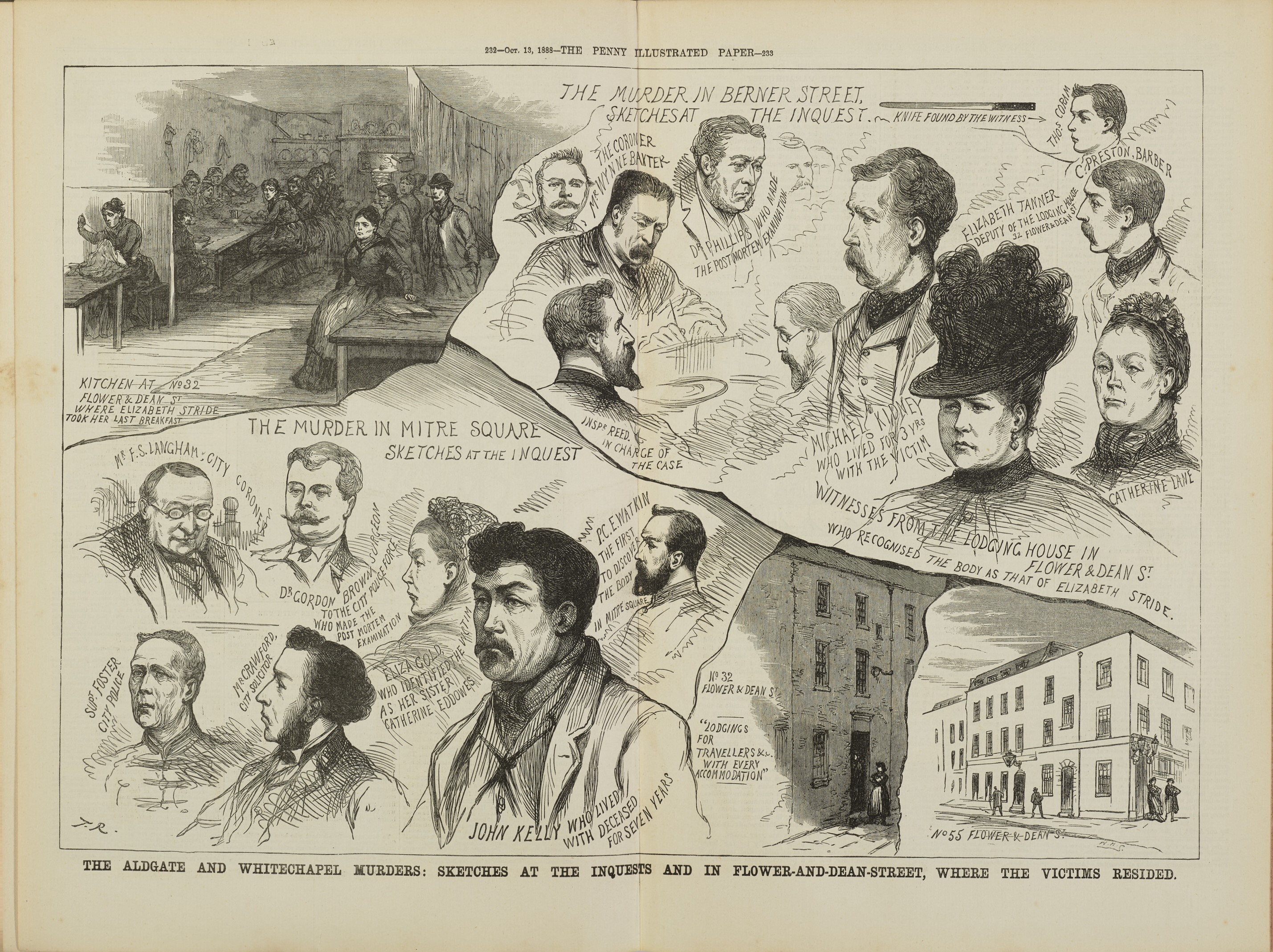
Témoins interrogés à la suite des meurtres commis à Berner Street et Mitre Square (Penny Illustrated Paper, 13 octobre 1888).

Insatisfaits du travail et des résultats de la police, des citoyens de l'East End londonien formèrent le Whitechapel Vigilance Committee (Comité de vigilance de Whitechapel) dont les membres patrouillaient dans les rues pour débusquer d'éventuels suspects. De plus, ils demandèrent au gouvernement de verser une récompense à toute personne dévoilant des renseignements susceptibles de mener au tueur et embauchèrent des détectives pour interroger des témoins indépendamment de la police.

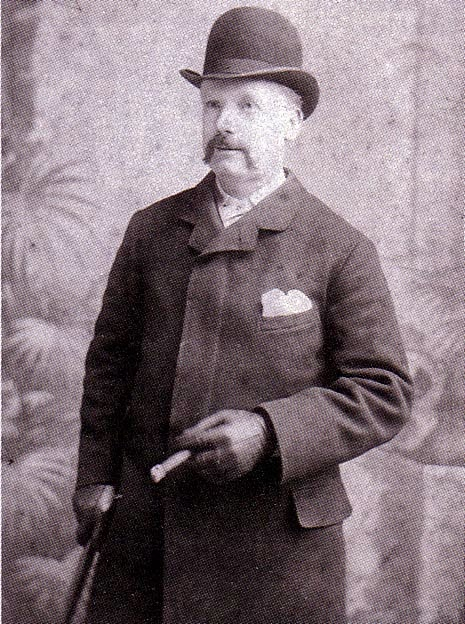
George Lusk, président du Whitechapel Vigilance Committee.
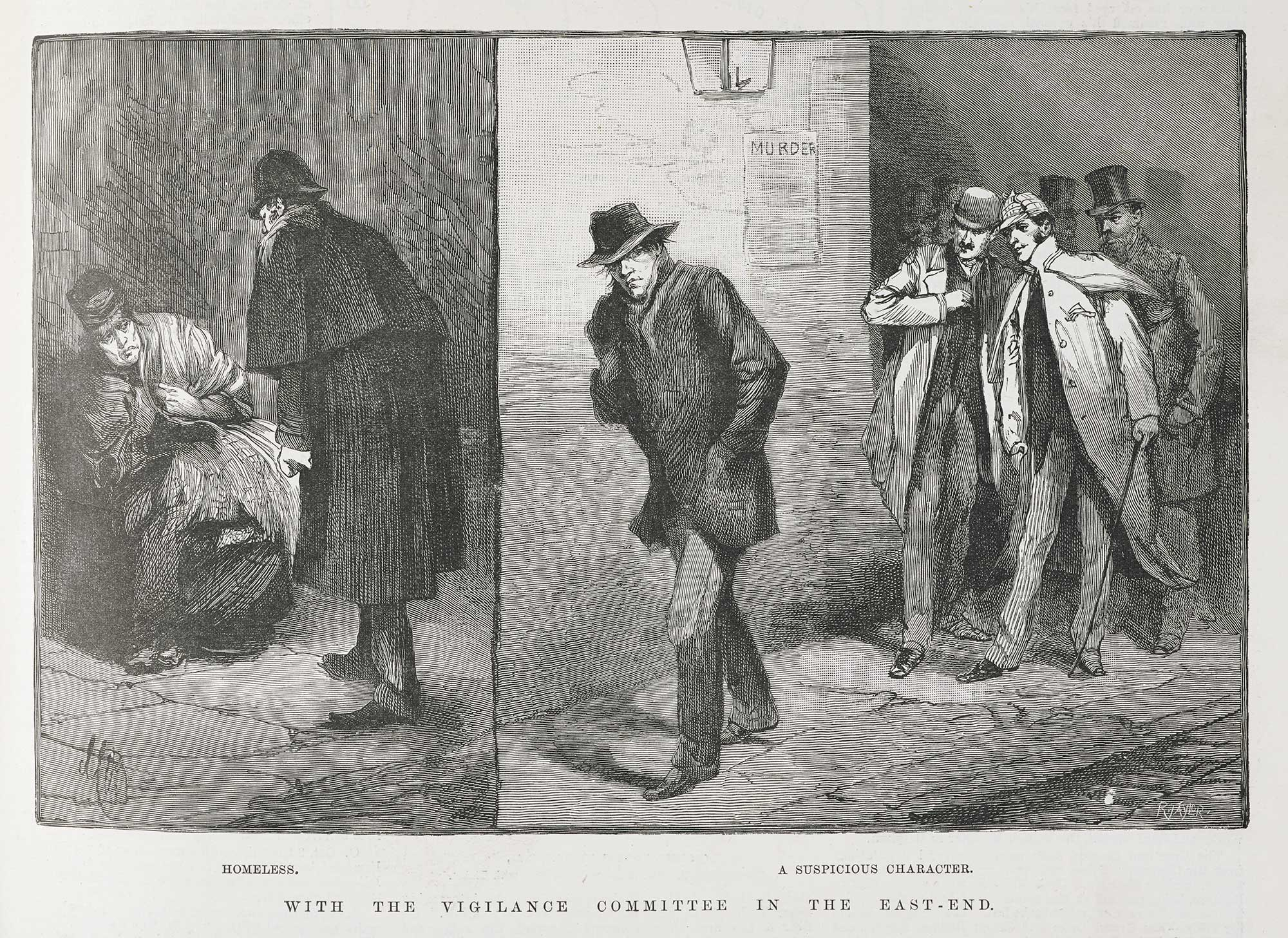
With the Vigilance Committee in the East-End. Homeless. A Suspicious Character (« Avec le Comité de vigilance dans l'East End. Sans-abri. Un individu louche »), The Illustrated London News, 13 octobre 1888.

Des bouchers, des assommeurs, des chirurgiens et des médecins furent soupçonnés à cause de la forme des mutilations relevées sur les victimes. Une note du major Henry Smith, commissaire de la City of London Police, indique que les alibis des bouchers et des assommeurs de la Cité de Londres furent vérifiés, ce qui permit de les éliminer de la liste des suspects. Un rapport de l'inspecteur Swanson expédié au Home Office confirma que 76 bouchers et assommeurs furent interrogés et que l'enquête fut également étendue à tous leurs employés des six derniers mois. Quelques personnalités de l'époque, dont la reine Victoria, en se fiant au modus operandi des tueurs, pensaient que le coupable était un boucher ou un éleveur bovin parce que des navires chargés de bétail naviguaient entre Londres et l'Europe continentale. Whitechapel était près de docks londoniens et ces navires accostaient habituellement le jeudi ou le vendredi et appareillaient le samedi ou le dimanche,. Les navires chargés de bétail furent examinés, mais aucune date des meurtres ne concordait avec les allées et venues d'un navire ; de plus, l'étude des changements de personnel entre les navires ne mena à aucune piste sérieuse.

### Profilage

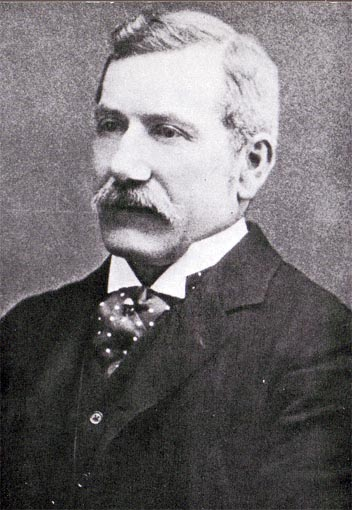
Le docteur Thomas Bond.

À la fin d'octobre 1888, Robert Anderson demanda au médecin légiste de la police Thomas Bond d'émettre un avis sur les techniques et connaissances chirurgicales de l'assassin,. Cet avis sur la personnalité de « l'assassin de Whitechapel » est le plus ancien document connu de profilage criminel. L'évaluation de Bond s'appuie sur son examen de la victime la plus mutilée et les notes d'autopsies des quatre autres victimes canoniques. Il écrivit :
L'ensemble des circonstances entourant les meurtres m'amène à former l'opinion que les femmes devaient être étendues lorsqu'elles ont été assassinées et dans tous les cas, la gorge fut coupée en premier,. »
Bond s'opposait vivement à l'idée que l'assassin maîtrisât quelques notions scientifiques ou anatomiques, et même « les connaissances techniques d'un boucher ou d'un assommeur de chevaux ». Selon son opinion, le meurtrier était un homme solitaire sujet à des « crises périodiques de manie meurtrière et érotique », les mutilations laissant penser qu'il souffrait d'« hypersexualité ». Bond ajouta que « l'impulsion meurtrière peut s'être développée dans un esprit vengeur ou protecteur de sa couvée, ou encore qu'une manie religieuse peut être la maladie originelle, mais je doute que l'une de ces hypothèses soit plausible ».
Bien qu'il n'y ait aucun indice qui laisse penser à une relation sexuelle avec l'une des victimes,, des psychologues jugent que leur pénétration avec un couteau ainsi que leur « exposition dans des positions sexuelles dégradantes avec les plaies visibles » indiquent que le meurtrier recherchait et obtenait un plaisir sexuel pendant les agressions,. Cette conclusion est cependant catégoriquement rejetée par d'autres auteurs,.

## Suspects

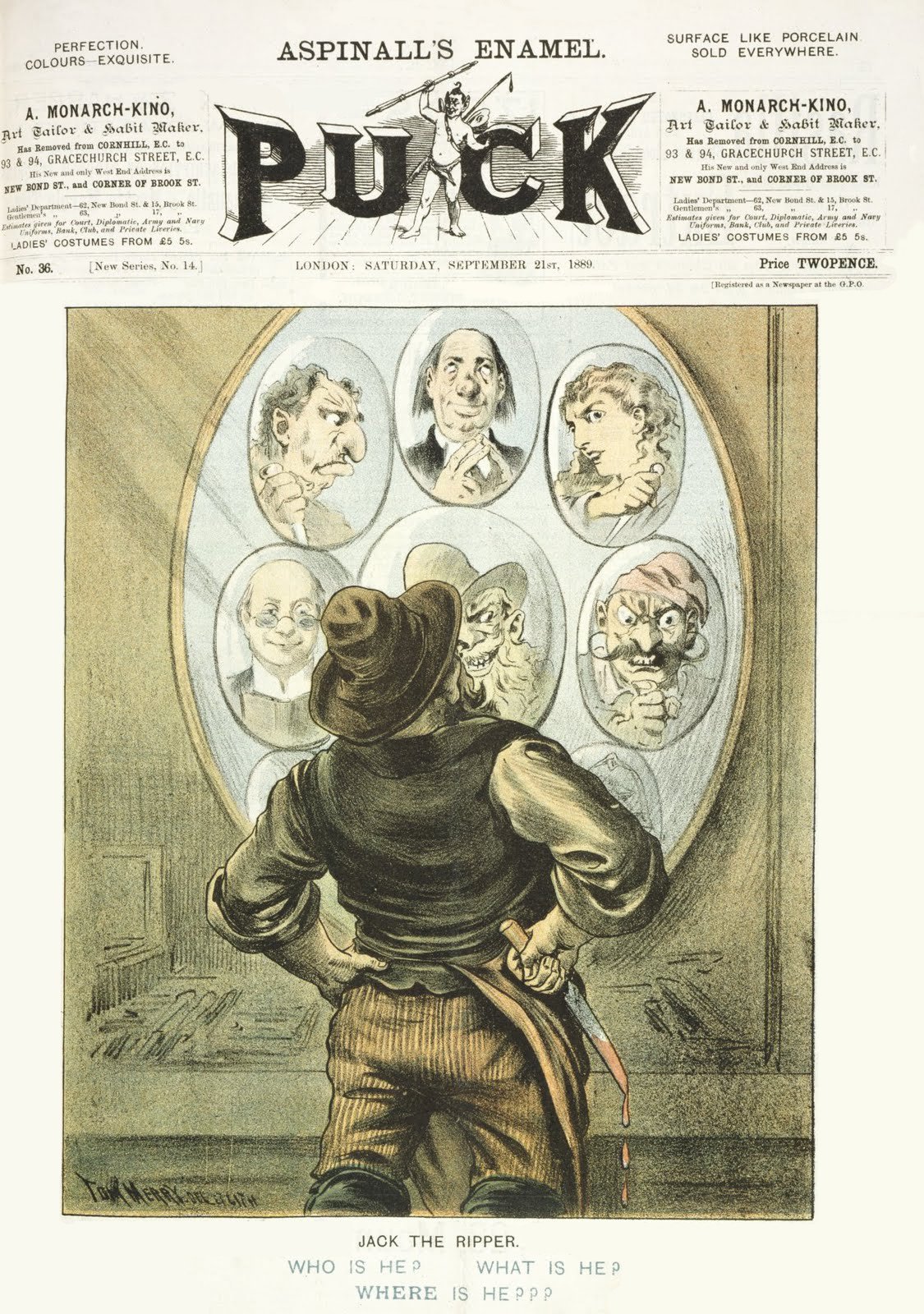
Jack l'Éventreur dépeint comme un barbu, couteau ensanglanté à la main, en train d'observer divers portraits de lui-même, reflets de l'incertitude relative à son identité.
Caricature de Tom Merry à la une du magazine Puck, 21 septembre 1889.

Les meurtres étant survenus le plus souvent près des week-ends et des jours fériés et à quelques rues les uns des autres, des spécialistes conclurent que Jack l'Éventreur occupait un emploi stable et demeurait à proximité,,. D'autres pensaient que le tueur était un homme éduqué appartenant à une classe sociale aisée, peut-être un médecin ou un aristocrate, qui s'aventurait dans Whitechapel mais vivait dans un quartier aisé. De telles théories prennent racine dans la crainte des professionnels de santé, dans la méfiance envers la science moderne ou dans l'exploitation des pauvres par les riches.
La liste des suspects, qui s'allongea avec les années, comprend pratiquement chaque personne qui fut de loin ou de près impliquée dans l'affaire selon les documents de l'époque, ainsi que plusieurs personnalités qui ne furent jamais considérées lors des enquêtes policières. Puisque tout le monde ayant vécu à cette époque est mort aujourd'hui, les auteurs contemporains sont libres d'accuser n'importe qui sans présenter quelque preuve historique que ce soit. Par exemple, le mémorandum de Melville Macnaghten de 1894 liste trois suspects qui sont mentionnés dans les documents de la police de l'époque, mais les preuves sont au mieux circonstancielles.
Même si les théories sur l'identité et la profession de Jack l'Éventreur abondent, les spécialistes ne s'entendent sur aucune et le nombre de suspects dépasse la centaine,.

## Lettres
À l'époque des meurtres de Whitechapel, la police, les journaux et d'autres institutions reçurent des centaines de lettres en lien avec l'affaire. Quelques-unes, de personnes bien intentionnées, offraient des conseils pour capturer le tueur. La plupart n'étaient d'aucune valeur,,.

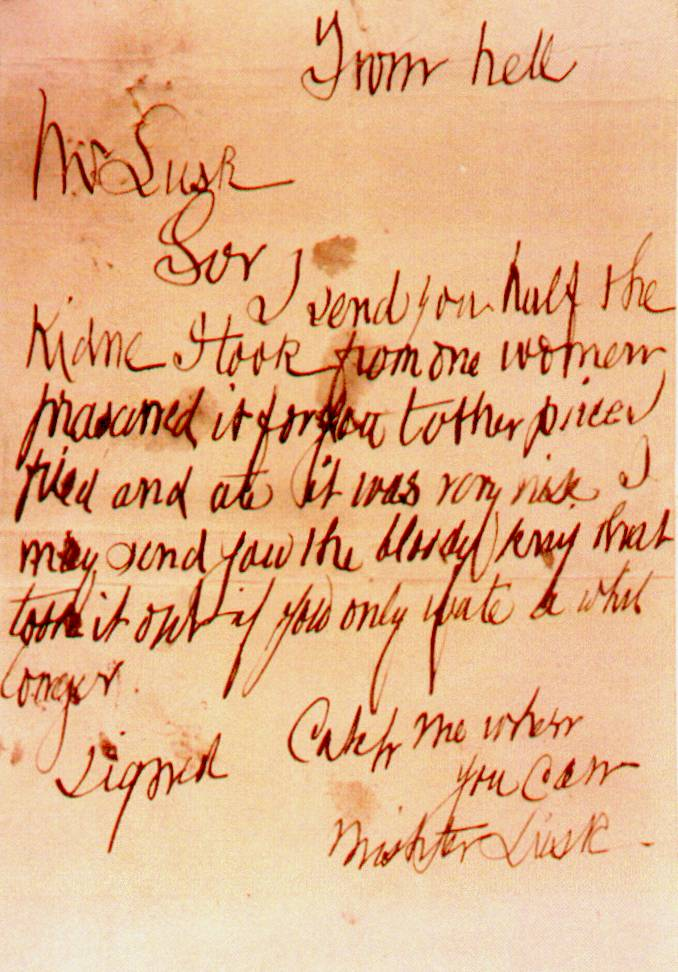
Fac-similé de la lettre « From Hell ».

Le Public Record Office conserve actuellement plus de deux cents missives d'époque, échantillonnage des centaines de lettres prétendument rédigées par le tueur. Parmi tous les écrits reçus par les autorités et les institutions, trois se distinguent particulièrement : la lettre « Dear Boss », la carte postale « Saucy Jacky » et la lettre « From Hell »,.
La lettre « Dear Boss », datée du 25 septembre, fut oblitérée le 27 septembre 1888 et remise à la Central News Agency de Londres la même journée, qui la transmit à Scotland Yard le 29 septembre,,,. Au premier examen, la police crut qu'il s'agissait d'une plaisanterie de mauvais goût, mais lorsque le corps de Catherine Eddowes fut découvert le 30 septembre avec une oreille partiellement coupée, des enquêteurs se rappelèrent la promesse de « couper les oreilles de la femme » et ils prêtèrent plus d'attention à la lettre,. Cependant, la coupure à l'oreille sembla accidentelle et la promesse d'envoyer les oreilles à la police ne fut jamais remplie,,. C'est dans cette lettre que le surnom « Jack the Ripper » (« Jack l'Éventreur ») apparaît la première fois, et ce surnom devint internationalement notoire lorsqu'il fut abondamment repris dans les médias,,,. La plupart des lettres postérieures imitèrent le style de la lettre « Dear Boss »,. Quelques auteurs avancent qu'une autre lettre, datée du 17 septembre 1888, est la première à avoir utilisé l'expression « Jack the Ripper »,, mais la majorité des spécialistes pensent que c'est une tromperie introduite dans les dossiers de la police au cours du XXe siècle.

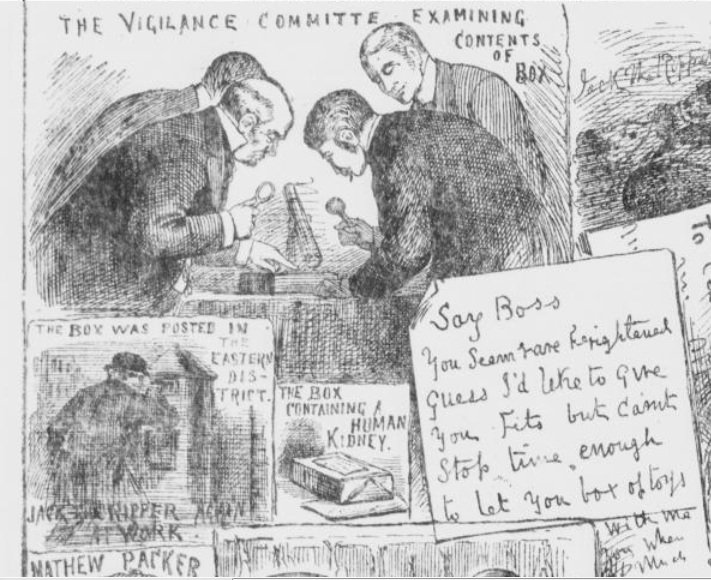
Le Comité des vigiles de l'East End examine la boîte contenant la moitié d'un rein, illustration publiée dans The Illustrated London News le 27 octobre 1888.

La carte postale « Saucy Jacky » fut oblitérée le 1er octobre 1888 et remise le même jour à la Central News Agency. L'écriture manuscrite ressemble à celle de la lettre « Dear Boss ». Elle disait que deux victimes seraient tuées presque en même temps, « évènement double cette fois-ci », qui pouvait faire allusion aux meurtres d'Elizabeth Stride et de Catherine Eddowes. Des gens dirent qu'elle avait été postée avant que les deux assassinats ne fussent connus du public, ce qui excluait la possibilité qu'un excentrique pût en avoir entendu parler, mais elle avait été oblitérée plus de 24 heures après les meurtres, dont les détails étaient largement connus des journalistes et des habitants du coin.
George Lusk, président du Whitechapel Vigilance Committee, reçut la lettre « From Hell » le 16 octobre 1888. L'écriture et le style diffèrent de la lettre « Dear Boss » et de la carte postale « Saucy Jacky ». La moitié d'un rein, conservé dans un « esprit de vin » (éthanol), avait été remis en même temps que la lettre. L'auteur écrivit qu'il avait « frit et mangé » l'autre moitié. Pour certains, la moitié de rein provenait du corps d'Eddowes, car son rein gauche avait été retiré par l'assassin ; d'autres affirmèrent plutôt qu'il s'agissait d'une farce macabre,. Le médecin Thomas Horrocks Openshaw, du London Hospital, examina le rein ; il établit qu'il était d'origine humaine et provenait du côté gauche mais ne put établir ni l'âge ni le sexe de l'hôte,.
Le 3 octobre, Scotland Yard publia des copies de la lettre « Dear Boss » et de la carte postale « Saucy Jacky », dans l'espoir que quelqu'un puisse identifier l'écriture manuscrite. Dans une lettre envoyée à Godfrey Lushington, Sous-secrétaire d'État permanent pour le Home Department, le chef de la police Charles Warren écrivit : « Je pense que toute cette affaire est un canular mais nous sommes en tout cas tenus, bien évidemment, d'essayer de trouver qui a écrit ces lettres ». Dans l'édition du 7 octobre 1888 du quotidien Sunday Referee, George Robert Sims mentionna de façon implicite et cinglante que la lettre et la carte postale avaient été rédigées par un journaliste dans le but « de propulser dans la stratosphère le tirage d'un journal ». Plus tard, la police déclara avoir identifié un journaliste comme l'auteur des deux écrits,,,,. Le journaliste fut identifié comme Tom Bullen dans une lettre du 23 septembre 1913 du chef inspecteur John Littlechild expédiée à Sims. En 1931, un journaliste du nom de Fred Best confessa avoir rédigé les écrits pour « maintenir les affaires à flot ».

## Couverture médiatique

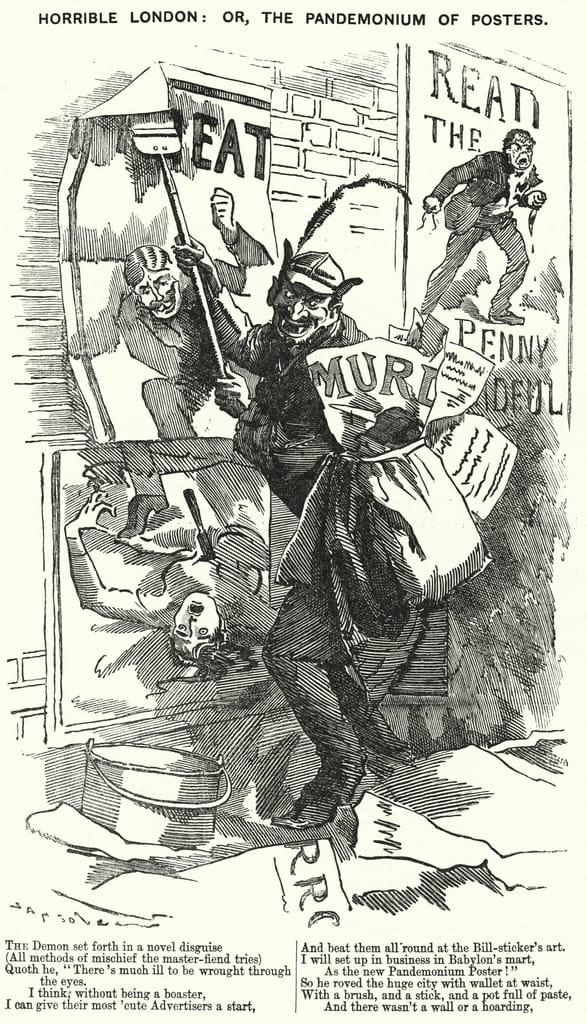
Horrible London or, the Pandemonium of Posters (« Londres horrible, ou le Pandémonium des affiches »). Le magazine Punch caricature l'exploitation cupide et sensationnaliste du « sang à la une » en 1888.

Les meurtres de Whitechapel constituent un tournant du journalisme criminel,. Même si Jack l'Éventreur n'est pas le premier tueur en série, c'est le premier à recevoir une couverture médiatique à la fois internationale et intensive,. Les réformes fiscales britanniques des années 1850 favorisèrent l'émergence de médias écrits peu coûteux, qui pouvaient donc être largement diffusés. Ces diffusions furent les précurseurs d'une tendance qui prit de l'ampleur à l'époque victorienne, laquelle vit l'arrivée de périodiques massivement distribués. Un journal, The Illustrated Police News, profita largement de l'engouement du public pour Jack l'Éventreur, qui reçut ainsi une couverture médiatique sans précédent.

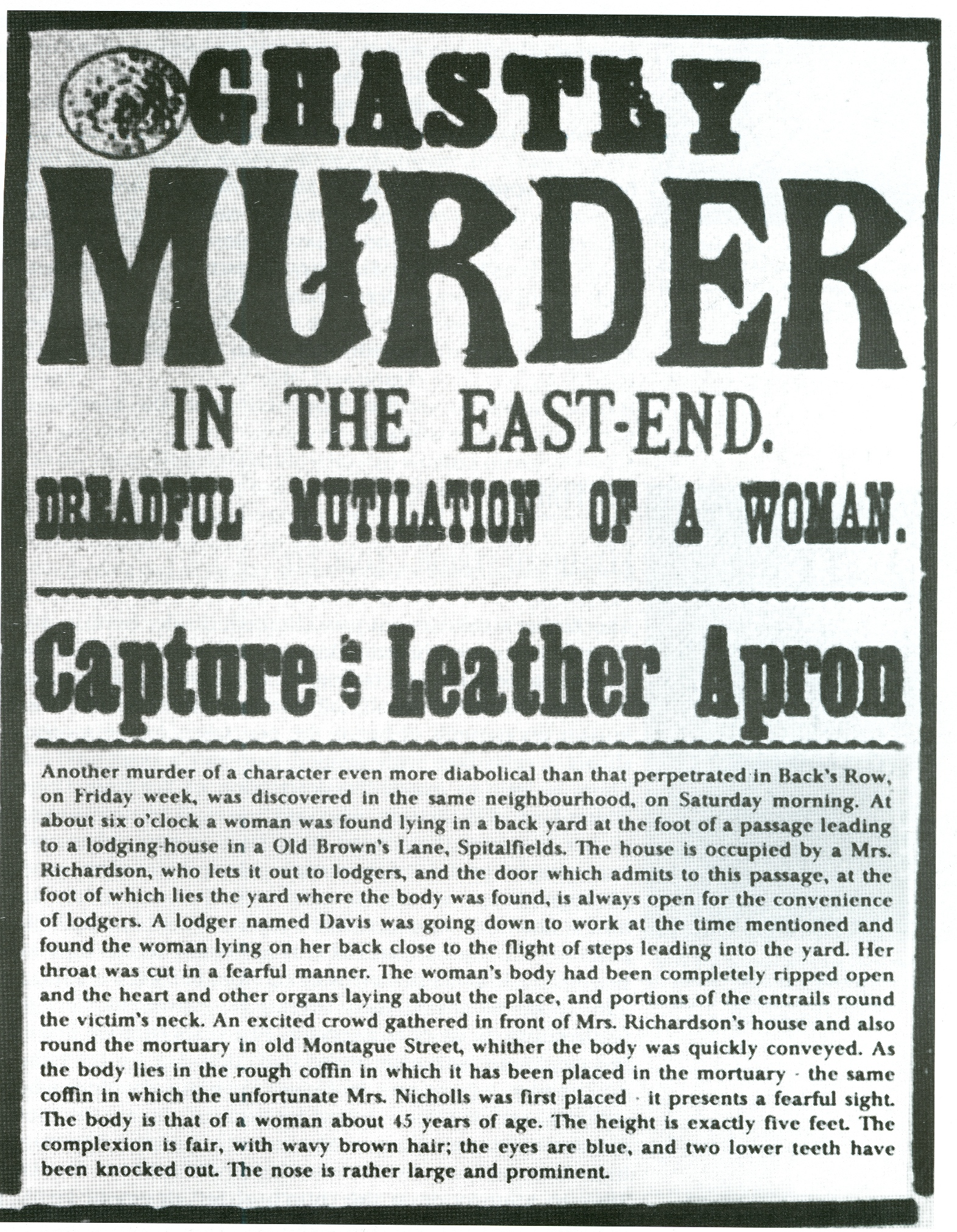
Une d'un journal grand format publié en septembre 1888. Les gros titres sont : Horrible meurtre dans l'East End. Terrible mutilation d'une femme. Capturé : Tablier de cuir.

Après le meurtre de Mary Ann Nichols au début septembre, le quotidien Manchester Guardian précisa : « Peu importe l'information que la police possède et juge nécessaire de garder secrète ... Nous pensons que son attention est particulièrement dirigée vers ... un personnage notoirement connu sous le pseudonyme de « Tablier de cuir »,. » Les journalistes, furieux de la décision du CID de ne rien révéler des enquêtes en cours, rapportèrent des informations de nature douteuse,. Des descriptions fantaisistes du tueur « Tablier de cuir » firent leur apparition,, mais des journalistes travaillant pour des journaux rivaux se moquèrent en écrivant qu'il s'agissait d'une « excroissance mythologique de l'imaginaire du journaliste ». John Pizer, un juif polonais du district de Whitechapel qui fabriquait des chaussures en cuir, était aussi surnommé « Tablier de cuir » et fut arrêté, même si un inspecteur responsable de l'affaire déclara qu'« au moment présent, il n'y aucune preuve tangible contre lui ». Pizer fut relâché aussitôt que ses alibis furent confirmés.
Après la publication de la lettre « Dear Boss », l'expression « Jack l'Éventreur » remplaça « Tablier de cuir » dans la presse et chez le public,. Le prénom « Jack » était déjà utilisé pour désigner un agresseur folklorique, Jack Talons-à-Ressort, qui selon les rumeurs sautait par-dessus les murs pour agresser ses victimes et s'enfuyait aussi vite de la même façon,. Les médias affublèrent ensuite d'autres tueurs de surnoms dérivés de celui de Jack l'Éventreur : Joseph Vacher, l'Éventreur du Sud-Est,, l'Éventreur de Camden (Anthony Hardy),, l'Éventreur du black-out (Gordon Cummins), l'Éventreur du Yorkshire,,, Jack l'Effeuilleur,, Jack l'Embrasseur (Jack the Kisser) et l'Éventreur mexicain, de son vrai nom Francisco Guerrero Pérez (en), qui tua environ vingt prostituées entre 1880 et 1888,.

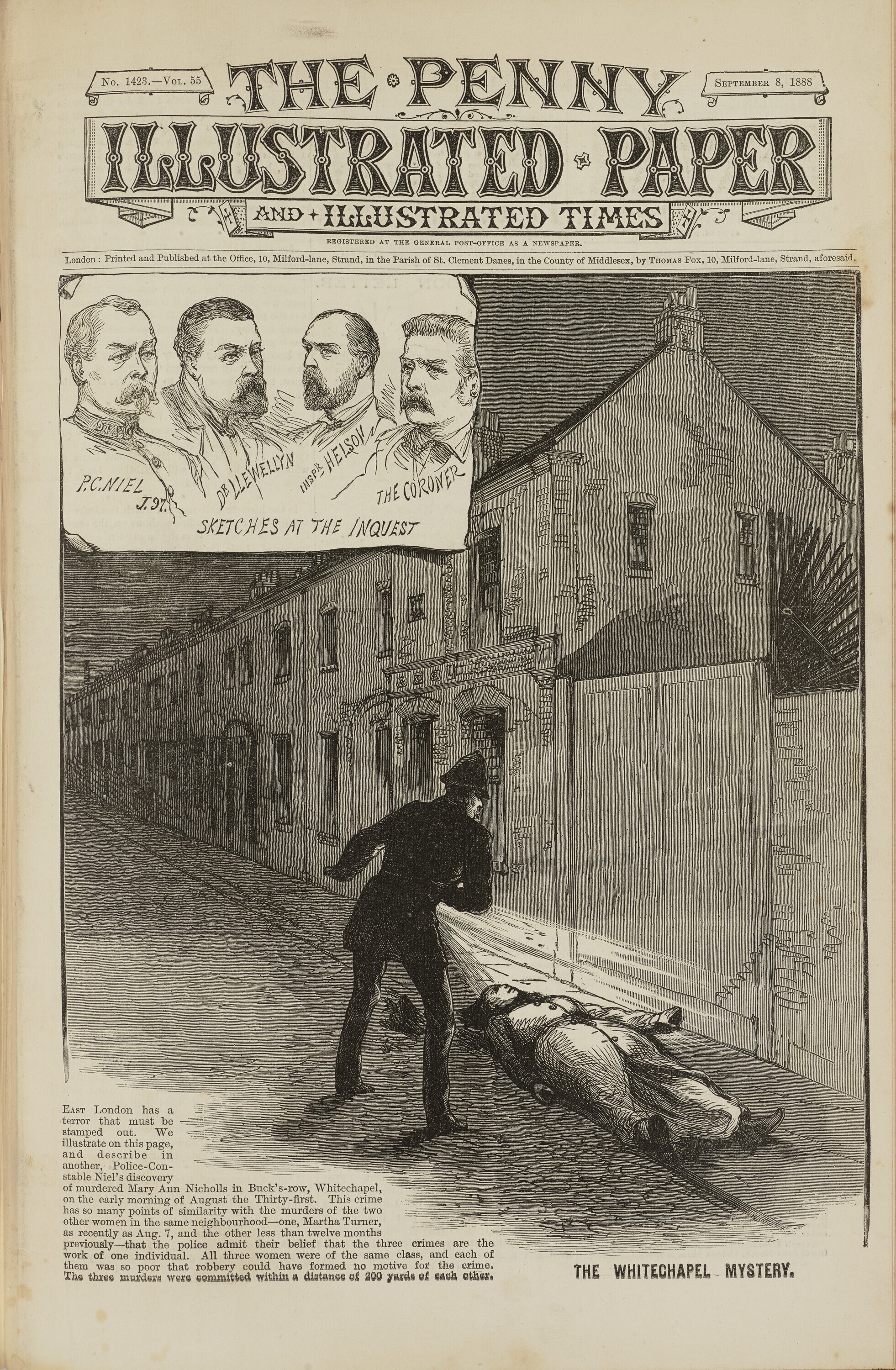
La découverte du corps de Polly Nichols à la une du Penny Illustrated Paper, 8 septembre 1888.
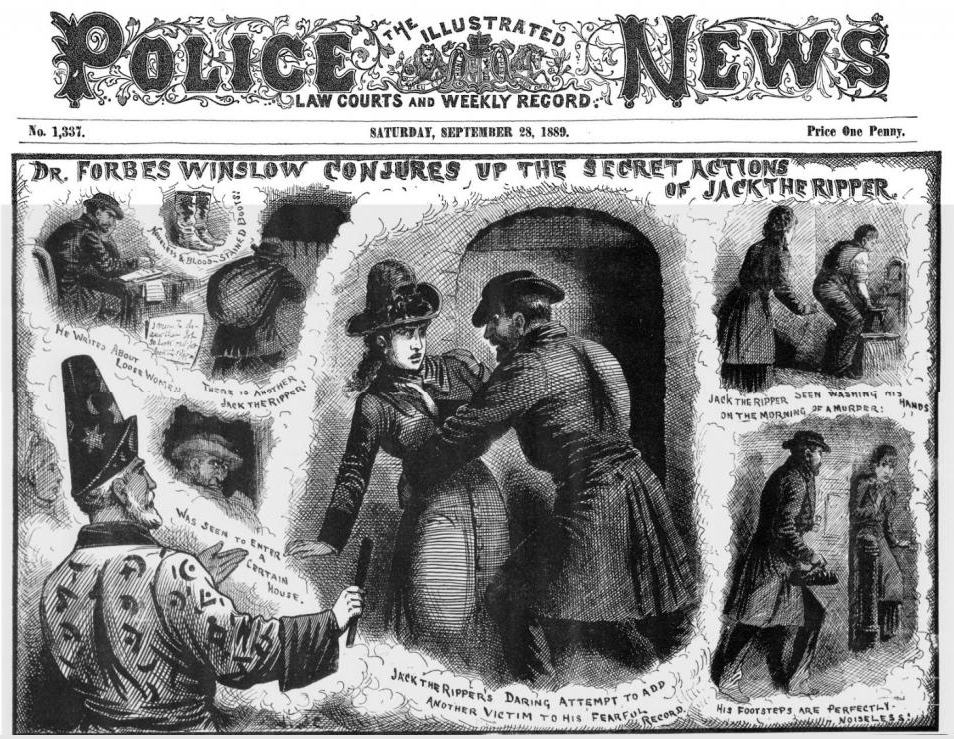
Forbes Winslow conjures up the secret actions of Jack the Ripper, 28 septembre 1889. Le périodique The Illustrated Police News dépeint le psychiatre britannique Forbes Winslow (en) comme un enchanteur « évoquant les actions secrètes de Jack l'Éventreur ».
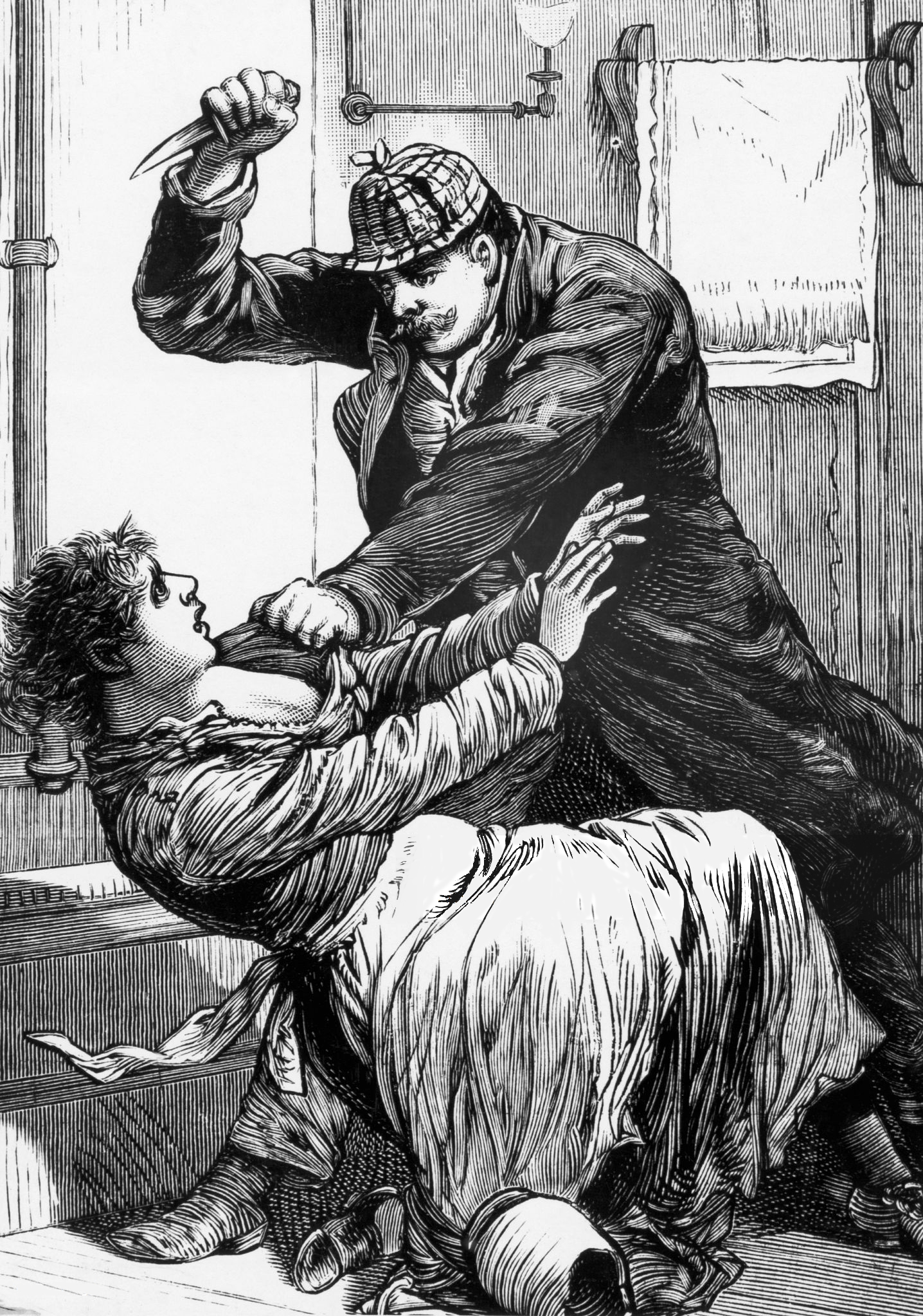
Publiée dans le périodique américain National Police Gazette (en) le 16 février 1889, cette vue d'artiste était légendée : Another Victim of Jack the Ripper[178] (« Une autre victime de Jack l'Éventreur »). Or le célèbre surnom est invoqué ici à propos d'un meurtre commis à Camden dans le New Jersey.

## Postérité

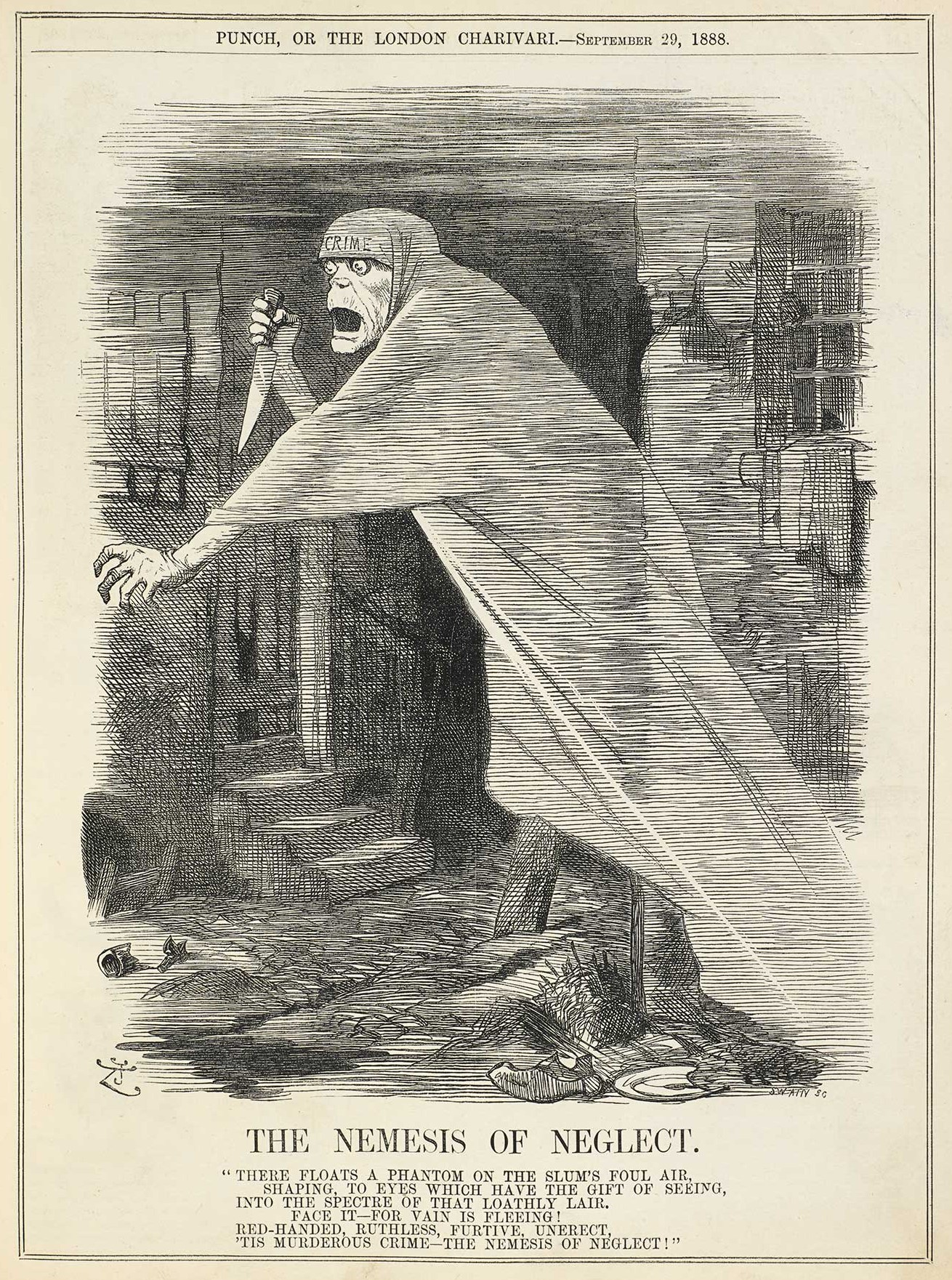
Nemesis of Neglect (« Némésis de la négligence ») : le fantôme de Jack l'Éventreur rôdant dans Whitechapel symbolise la négligence sociale. Caricature parue dans le magazine Punch en 1888.

La nature des meurtres et la condition des victimes attirèrent l'attention sur les aspects misérables de l'East End londonien,. Le public s'émut de la surpopulation et du manque de salubrité des taudis,. Deux décennies après les meurtres, les pires taudis avaient été rasés, mais aujourd'hui les rues et quelques bâtiments existent encore, et les visites touristiques du quartier exploitent la légende de Jack l'Éventreur,.
Lorsque plusieurs meurtres de Whitechapel furent imputés à un seul tueur, « Jack l'Éventreur devint le croque-mitaine des enfants [NdT : anglo-saxons] ». Il était souvent décrit comme un spectre ou un monstre. Dans les années 1920 et 1930, les films le montraient en tenue de tous les jours, porteur d'un secret intérieur et agressant des victimes sans méfiance. Des effets lumineux suggéraient une atmosphère dramatique et son aspect diabolique. Pendant les années 1960, Jack l'Éventreur devint le « symbole d'une aristocratie pillarde », et donc régulièrement habillé comme un gentilhomme portant un haut-de-forme. La classe dirigeante au complet devint le scélérat dont Jack l'Éventreur personnifiait l'exploitation des pauvres par les riches. La littérature d'horreur exploita des traits généralement associés au personnage qui, lui, emprunta des symboles de ce genre littéraire, telles la cape de Dracula ou la cueillette d'organes de Victor Frankenstein. L'univers fictif de Jack l'Éventreur peut aussi emprunter à plusieurs genres, du roman policier façon Sherlock Holmes au cinéma érotique d'horreur japonais.
Des articles sensationnalistes, ajoutés à l'échec de la capture du meurtrier, ont gêné les analyses savantes et ont créé une légende dont le voile s'étend sur les tueurs en série postérieurs. En plus des contradictions et du manque de fiabilité des documents de cette époque, les tentatives d'identifier le tueur sont gênées par le manque de matériaux de nature médico-légale. Les analyses génétiques des lettres qui existent encore ne sont pas concluantes. Les matériaux disponibles furent trop souvent manipulés et sont donc trop contaminés pour en tirer quelque résultat utile que ce soit,.

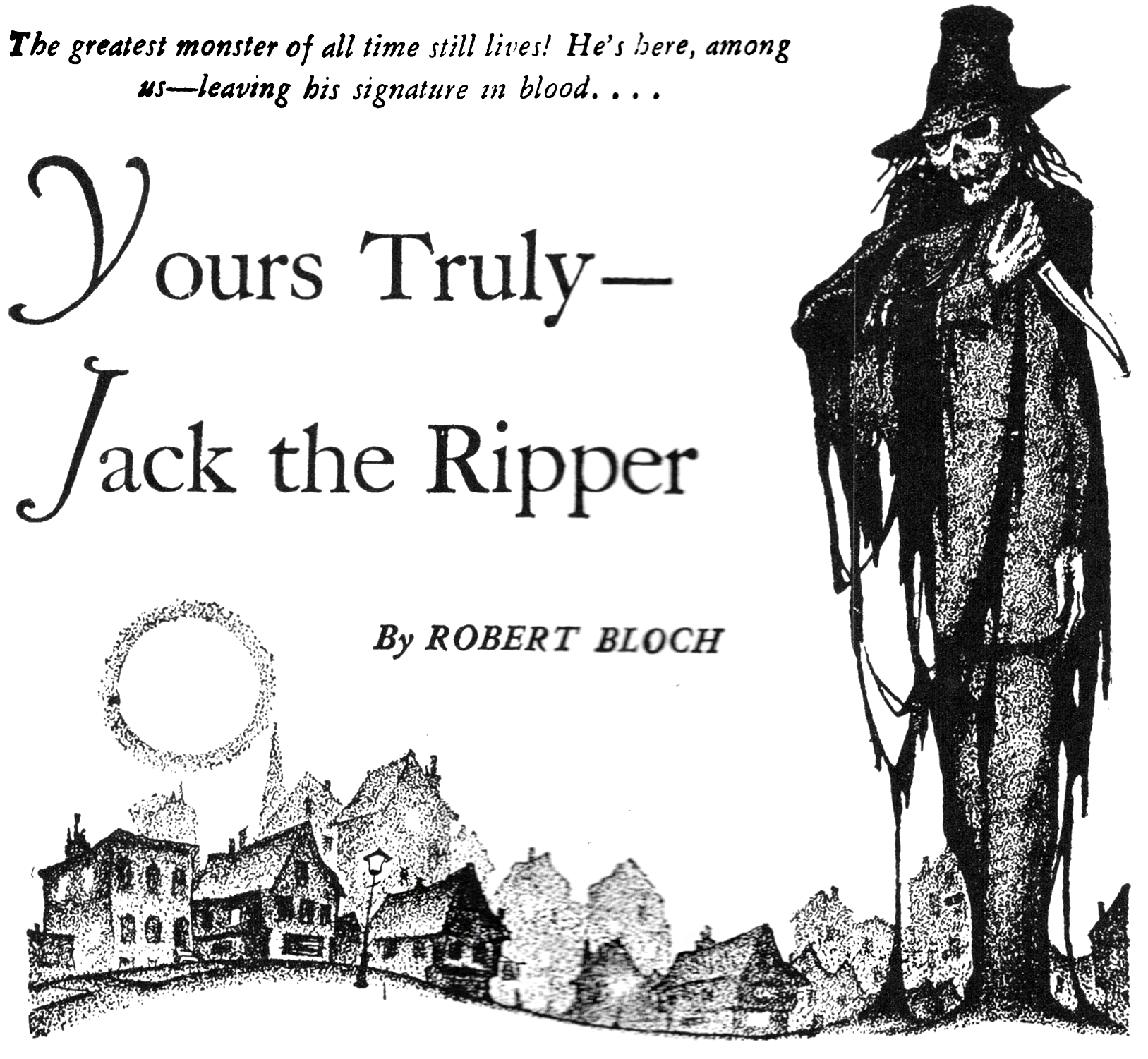
Yours truly, Jack the Ripper (« Votre dévoué Jack l'Éventreur »), nouvelle de Robert Bloch parue dans le pulp Weird Tales, juillet 1943 (illustration de Boris Dolgov).

### Dans la culture populaire
Le personnage de Jack l'Éventreur apparaît dans des centaines d'œuvres de fiction, tout comme dans des ouvrages qui mélangent les faits et la fiction, que ce soit des lettres de sa main ou un journal intime qu'il aurait rédigé,,. Le tueur est mentionné dans des romans, des nouvelles, des bandes dessinées, des jeux, des chansons, des pièces de théâtre, des opéras, des séries télévisées et des films.
En anglais, plus de 100 ouvrages de non-fiction sont consacrés à l'assassin et aux meurtres qui lui sont imputés, ce qui en fait l'un des tueurs les plus étudiés. Colin Wilson forgea le terme « ripperology » dans les années 1970 pour décrire l'ensemble du champ d'études investi tant par des experts que des amateurs,,. Les périodiques Ripperana, Ripperologist et Ripper Notes publient des recherches.
Alors que la Chambre des horreurs de Madame Tussauds comprend des meurtriers moins célèbres, elle ne renferme aucune représentation de Jack l'Éventreur, puisqu'il est inconnu ; il est seulement représenté comme une ombre. En 2006, les lecteurs du magazine BBC History choisissent Jack l'Éventreur comme le « pire Britannique » des dernières 1 000 années,.

#### En français

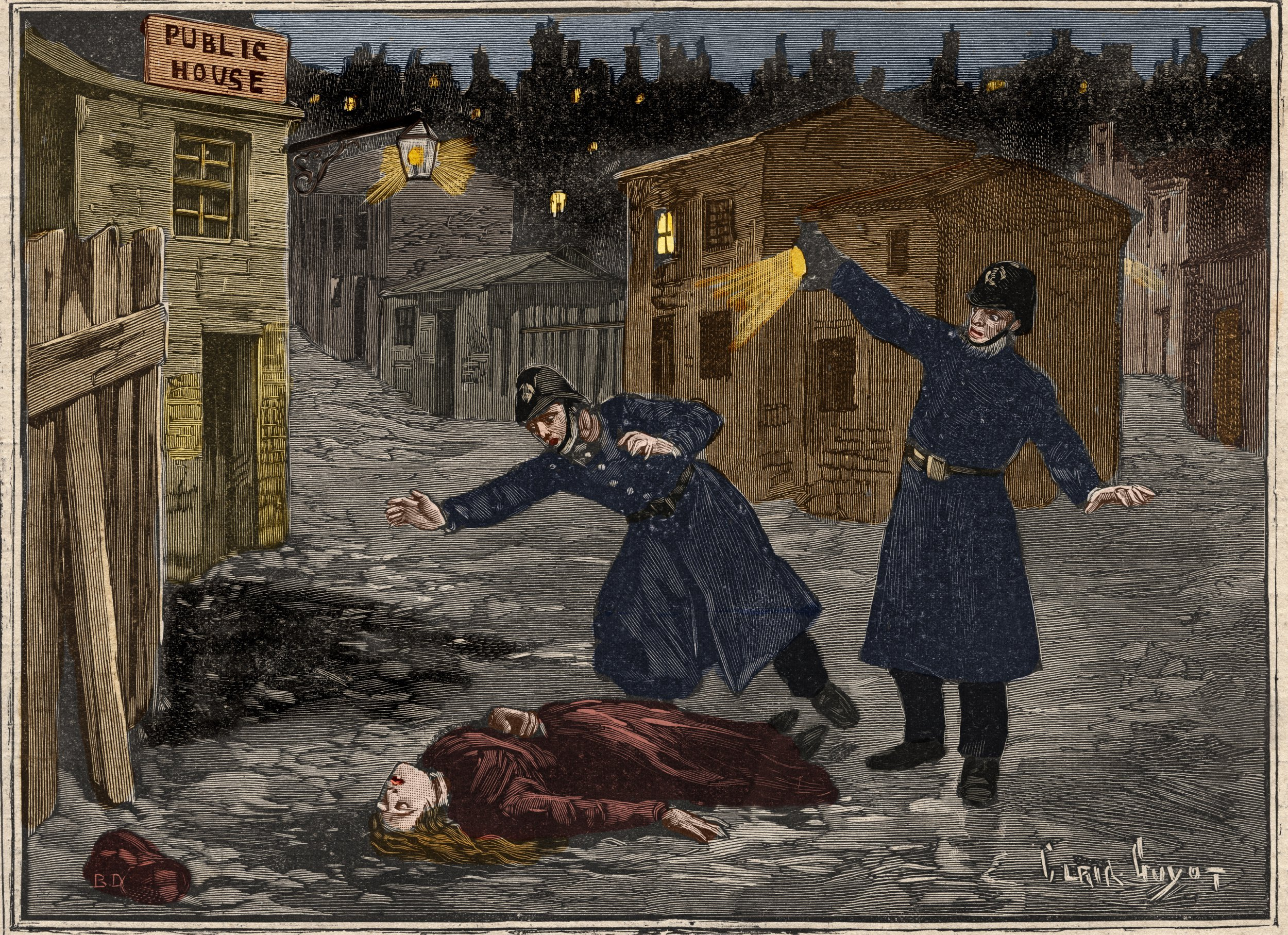
La découverte du cadavre de Frances Cole. Vue d'artiste d'Ernest Clair-Guyot dans le Supplément littéraire illustré du Petit Parisien, 22 février 1891.

### Citations originales
1. ↑  (en) « shabby-genteel »
2. ↑  (en) « the Whitechapel murderer had 5 victims—& 5 victims only »
3. ↑  (en) « weak-minded individual[s] ... induced to emulate the crime »
4. ↑  (en) « inept and mismanaged »
5. ↑  (en) « All five murders no doubt were committed by the same hand. In the first four the throats appear to have been cut from left to right, in the last case owing to the extensive mutilation it is impossible to say in what direction the fatal cut was made, but arterial blood was found on the wall in splashes close to where the woman's head must have been lying.
All the circumstances surrounding the murders lead me to form the opinion that the women must have been lying down when murdered and in every case the throat was first cut »
6. ↑  (en) « the technical knowledge of a butcher or horse slaughterer »
7. ↑  (en) « periodical attacks of homicidal and erotic mania »
8. ↑  (en) « the homicidal impulse may have developed from a revengeful or brooding condition of the mind, or that religious mania may have been the original disease but I do not think either hypothesis is likely »
9. ↑  (en) « leaving them on display in sexually degrading positions with the wounds exposed »
10. ↑  (en) « clip the ladys  [sic] ears off »
11. ↑  (en) « double event this time »
12. ↑  (en) « spirits of wine »
13. ↑  (en) « fried and ate »
14. ↑  (en) « I think the whole thing a hoax but of course we are bound to try & ascertain the writer in any case. »
15. ↑  (en) « to hurl the circulation of a newspaper sky high »
16. ↑  (en) « keep the business alive »
17. ↑  (en) « Ghastly murder in the East End. Dreadful mutilation of a woman. Capture: Leather Apron »
18. ↑  (en) « Whatever information may be in the possession of the police they deem it necessary to keep secret ... It is believed their attention is particularly directed to ... a notorious character known as 'Leather Apron'. »
19. ↑  (en) « a mythical outgrowth of the reporter's fancy »
20. ↑  (en) « at present there is no evidence whatsoever against him »
21. ↑  (en) « Jack the Ripper became the children's bogey man »
22. ↑  (en) « symbol of a predatory aristocracy »